# Parcs et jardins de Rennes

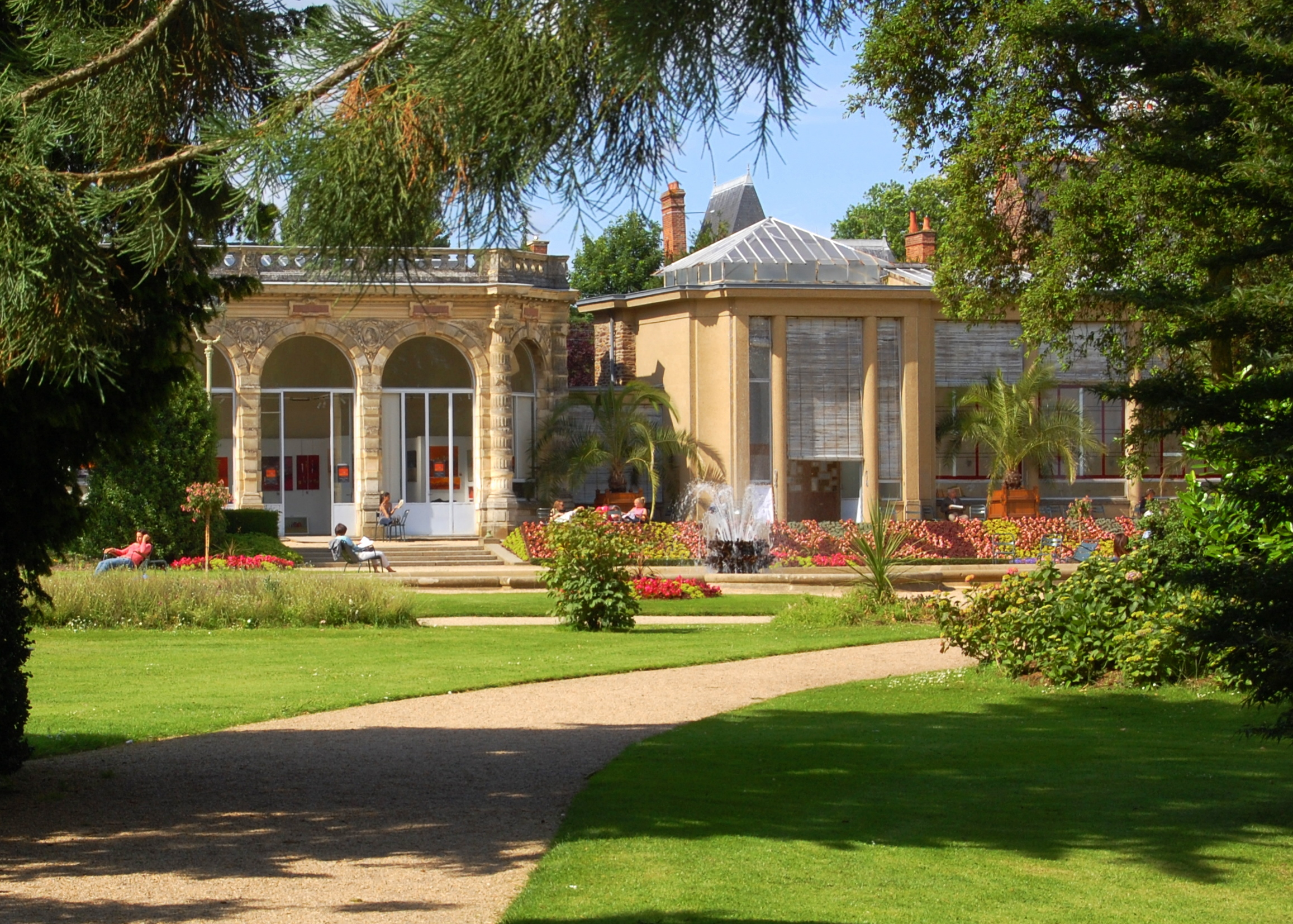
La parc du Thabor.

Les parcs et jardins de Rennes sont les espaces verts de la commune de Rennes dans le département français d'Ille-et-Vilaine en région Bretagne. 
Au total, la ville compte 868 hectares d’espaces verts entretenus (dont 50 % de parcs, bases de loisirs, terrains de sports), soit 17 % de la superficie de la ville et 40 mètres carrés d'espace vert par habitant. En moins de quarante ans, la surface du patrimoine vert public de la ville de Rennes a été multipliée par dix. De nouveaux espaces verts sont aussi progressivement aménagés le long des rives de l’Ille et de la Vilaine.
Rennes a été la première grande ville qui a mis en place, dès 1981, la « gestion différenciée des espaces verts ». Les parcs et jardins de la ville ont ainsi été classés en cinq catégories, du plus horticole au plus naturel. À chaque type d'espace correspond un protocole d'entretien particulier. Du parc très maîtrisé au jardin sauvage, les espaces verts rennais offrent aujourd'hui une palette d'ambiances très variées.
La ville dispose aussi depuis 2014 de plus de 1 000 jardins familiaux à la Bintinais, Cleunay, Villejean, prairies Saint-Martin, la Prévalaye, les Gayeulles ou encore Beauregard.

## Parcs de Rennes
La ville compte de nombreux parcs (liste non exhaustive) :
| Parc                      | Localisation                                                   | Surface (hectare) | Création                                                    | Remarques |
| ------------------------- | -------------------------------------------------------------- | ----------------- | ----------------------------------------------------------- | --- |
| Parc de Beauregard        | Beauregard                                                     | 9                 |                                                             | On y trouve l’Alignement du XXIe siècle et la fête du quartier Beauregard s’y déroule depuis 2003. |
| Parc de Bréquigny         | Bréquigny, entre le lycée et la rocade.                        | 20                | Ouvert en 1973, 1976, et 1980. Plantation à partir de 1969. | On y trouve une œuvre de Ghada Amer (2007). Le Blosne traverse le parc et forme un marais. |
| Square Charles Dullin     | Champs Manceaux                                                | 1                 |                                                             | |
| Square des Hautes-Chalais | Les Chalais                                                    | 2,5               |                                                             | |
| Parc de la Tauvrais       | Bellangerais, tout au nord de la Coulée verte                  | 2                 |                                                             | |
| Parc du Landry            | Poterie, le long de la rue de Châteaugiron                     | 8                 |                                                             | Dans le cadre d'un projet d'éco-pâturage, des moutons et vaches ont été placés dans les prairies du parc |
| Parc des Gayeulles        | Gayeulles                                                      | 100               | 1967, ouverture en 1978.                                    | Plus grand espace vert intra-rocade, il fut nommé auparavant le parc des bois |
| Parc des Hautes-Ourmes    | Landrel                                                        | 4,5               | Ouvert en 1972.                                             | Aussi nommé « bois des Allemands » depuis l’Occupation. |
| Square Hyacinthe-Lorette  | Saint-Martin                                                   | 0,5               |                                                             | Au pied des Remparts de Rennes, entre la Tour Duchesne et la croix de la Mission |
| Parc de Maurepas          | Jeanne d'Arc                                                   | 6,5               | 1938                                                        | Contrairement à son nom, ce parc ne se trouve pas dans le quartier Maurepas. Il a la particularité d'avoir une piste cyclable de 300 m avec feu tricolore et signalisation routière miniature. |
| Parc Saint-Cyr            | Bourg-l'Évesque, entre les rues Louis-Guilloux et Papu         | 3                 |                                                             | Il est composé d'une partie ouest boisée et d'une partie est plus herbeuse. Elles sont reliées par la rue du Pré-de-Bris. |
| Square Guy Houist         | Bourg-l'Évesque                                                | 1                 |                                                             | Il est situé au cœur du quartier entre la rue du Bourg-l'Évesque et l'allée Sylvestre-de-la-Guerche |
| Parc Marc-Sangnier        | Francisco Ferrer - Vern                                        | 2                 |                                                             | Nommé en référence à Marc Sangnier |
| Square de La Touche       | La Touche                                                      | 1,5               |                                                             | |
| Square de La Motte        | Thabor - Paris                                                 | 0,5               |                                                             | Architectes : A. P. Giraud (1826, non abouti), Charles Millardet (1929) |
| Parc Oberthür             | Thabor - Paris                                                 | 3,5               | Ouvert le 27 mai 1977                                       | Créé par les frères Bühler. D’abord privé, puis public, son nom est hérité de François-Charles Oberthür qui est à l’origine de la création. |
| Prairies Saint-Martin     | Saint-Martin                                                   | 29                | 1929                                                        | Elles ont longtemps possédé les principaux jardins familiaux de la ville. Un parc naturel urbain y est progressivement aménagé entre 2017 et 2021 le long du canal d'Ille-et-Rance |
| Parc de Sibiu             | Bellangerais                                                   | 2                 |                                                             | |
| Coulée Verte              | Bellangerais / Motte-Brûlon                                    | 15                |                                                             | À l'origine prévue pour la création d'une pénétrante |
| Parc des Tanneurs         | Fougères - Sévigné, au sud des prairies Saint-Martin.          | 2,5               | En octobre 1999                                             | Son nom vient des familles de tanneurs propriétaires successifs. Actuellement et depuis 1999, le bâtiment est le siège de la Conférence des Villes de l'Arc Atlantique (CVAA). |
| Parc du Thabor            | Thabor - Paris, à l'est de la rue Saint-Melaine                | 11                | 1793                                                        | C'est le plus ancien et le plus célèbre parc de Rennes. En 1610, des moines bénédictins nommèrent la butte Le Thabor, en référence au mont Thabor de la Bible. En 1866, il est réaménagé dans sa configuration actuelle par les Bühler, avec jardin à la française, jardin à l’anglaise et jardin botanique. |
| Parc de Villejean         | Lande du Breil                                                 | 5                 | 1972                                                        | Le seul parc rennais situé extra-rocade, dans la zone rurale de la Lande du Breil |
| Jardin Saint-Georges      | Thabor - Paris                                                 | 0,5               | 1972                                                        | |
| Square de Villeneuve      | Villeneuve                                                     | 1                 |                                                             | |
| Parc du Berry             | Villejean                                                      | 4,5               | 2014                                                        | Parc axé sur le sport et les loisirs |
| Jardin de la Confluence   | Bourg-l'Évesque, à la pointe ouest du mail François-Mitterrand | 0,3               | 2014                                                        | Réaménagé en 2015, il se situe à la confluence de l'Ille et la Vilaine, au bout du mail François-Mitterrand |
| Jardin Jean Guy           | Arsenal-Redon, à l'ouest du Neway Mabilais                     | 0,5               |                                                             | |
| Terrasses du Vertugadin   | Alphonse Guérin                                                | 1                 | 2015                                                        | Face au parc des Plages de Baud, sur la rive droite. |
| Plages de Baud            | Baud-Chardonnet                                                | 4                 | 2019                                                        | |
| Parc de Beauregard-Quincé | Beauregard                                                     | 15                | 2023                                                        | Ne doit pas être confondu avec le parc de Beauregard, situé au cœur du quartier. |
| Total                     | Total                                                          | 252               |                                                             | |

## Autres espaces verts
- Les étangs d'Apigné (100 hectares)
- La base de loisir de la Prévalaye (50 hectares)
- Les berges de l'Ille et de la Vilaine
- 1 000 jardins familiaux
- 60 jardins municipaux

## Galerie photos

Vue sur l’orangerie du Thabor, les fontaines ainsi que le kiosque à musique.

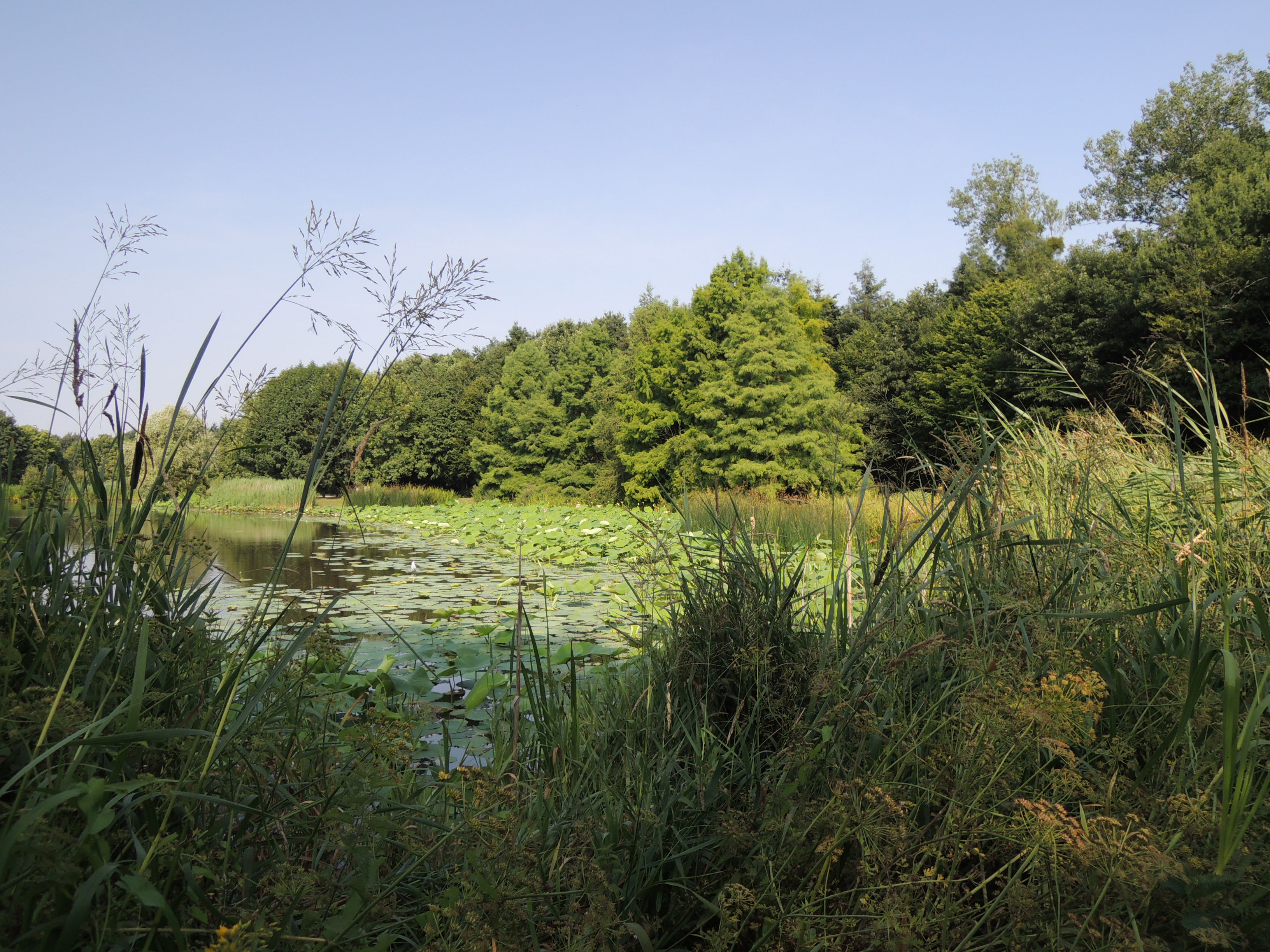
Le parc des Gayeulles
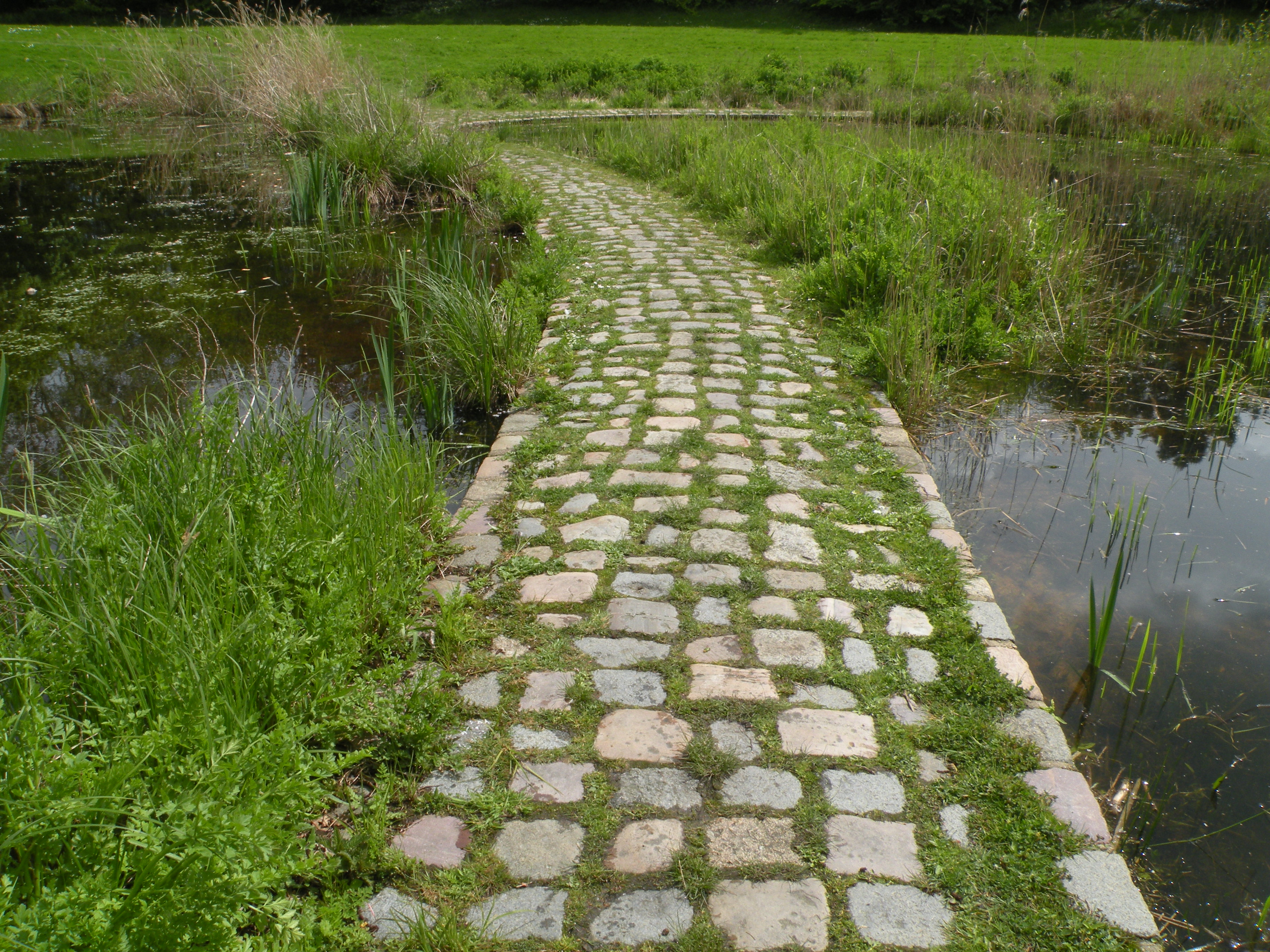
Le parc de Bréquigny.
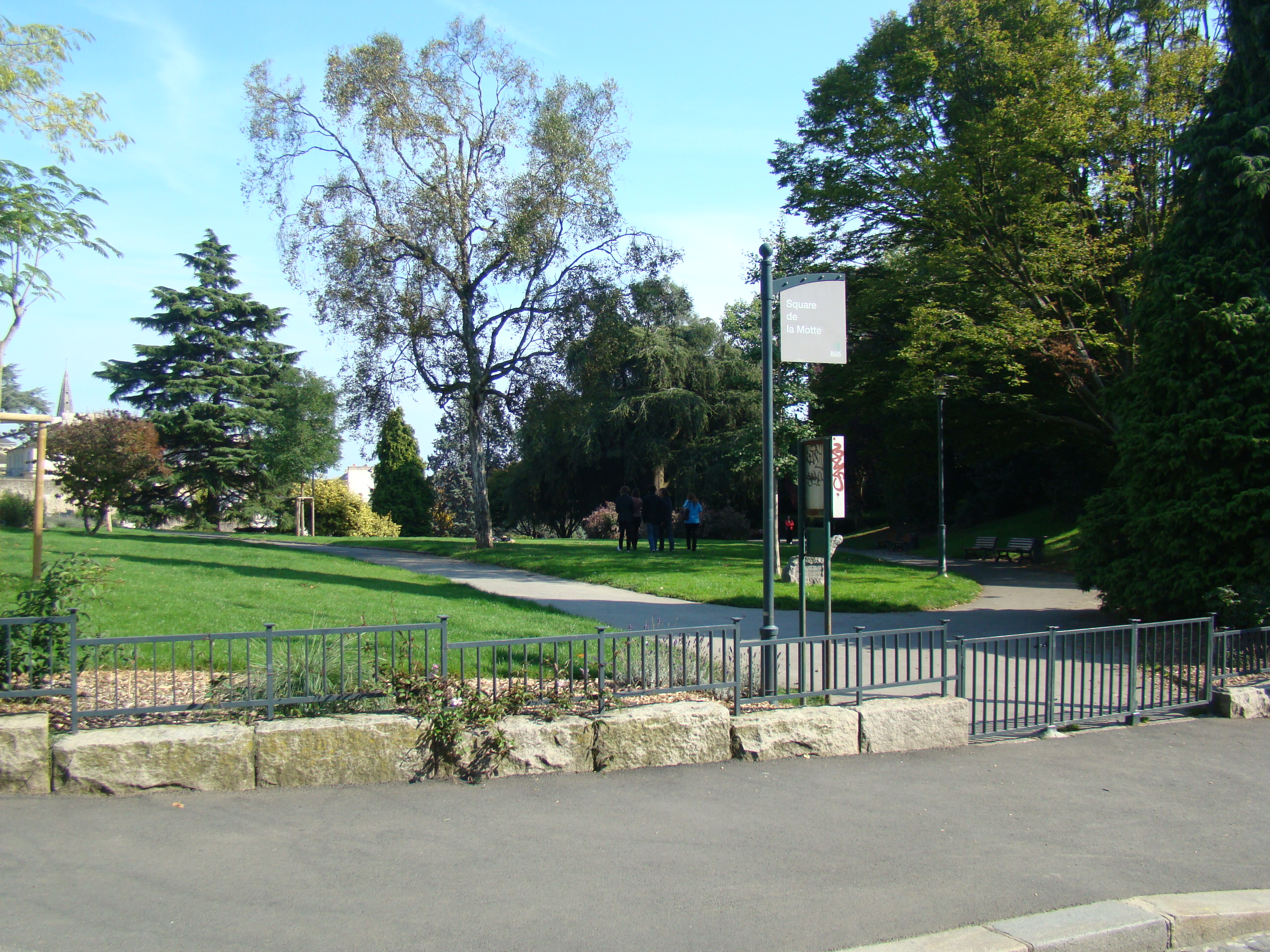
Le square de la Motte.
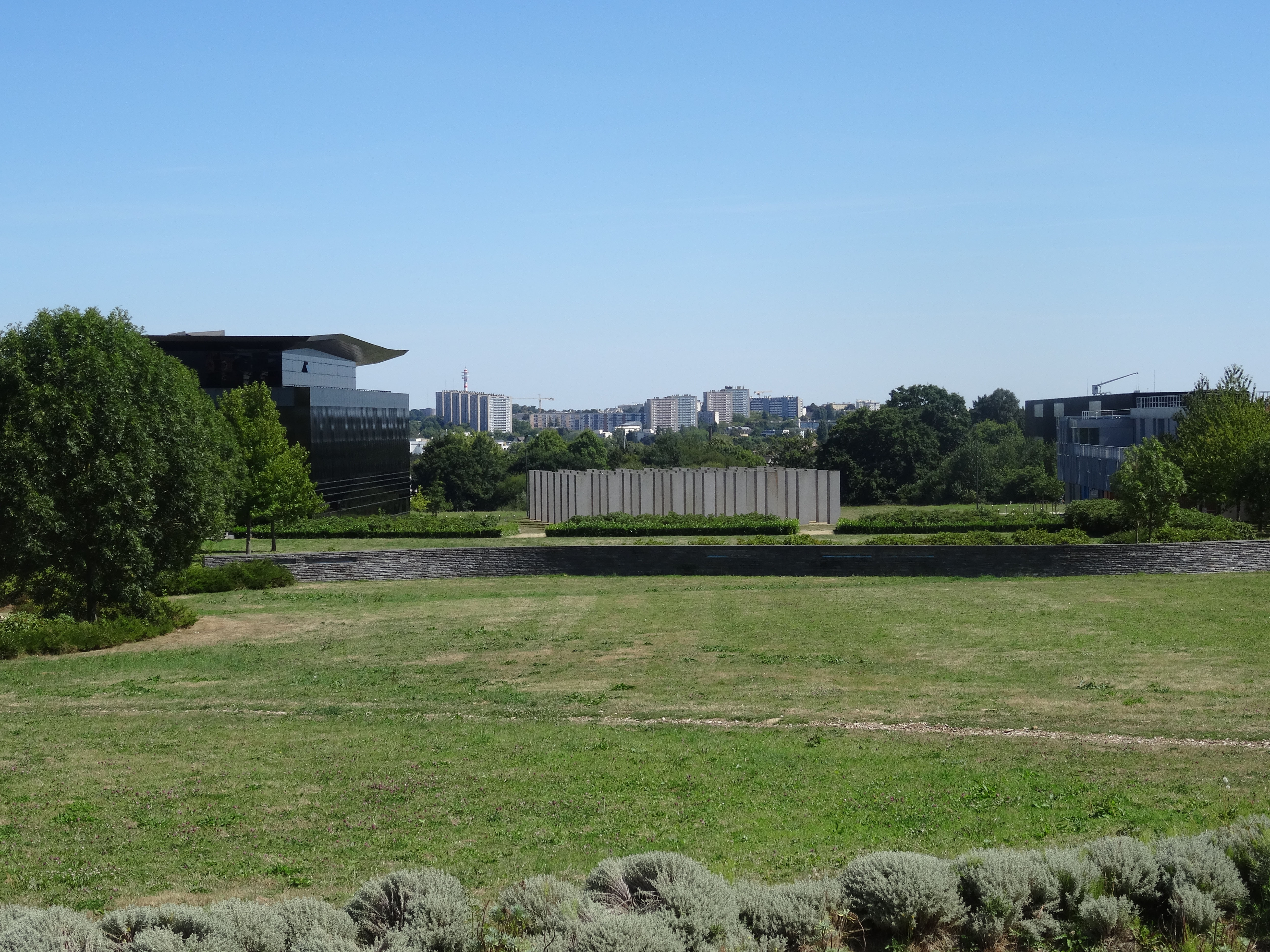
Le parc de Beauregard.
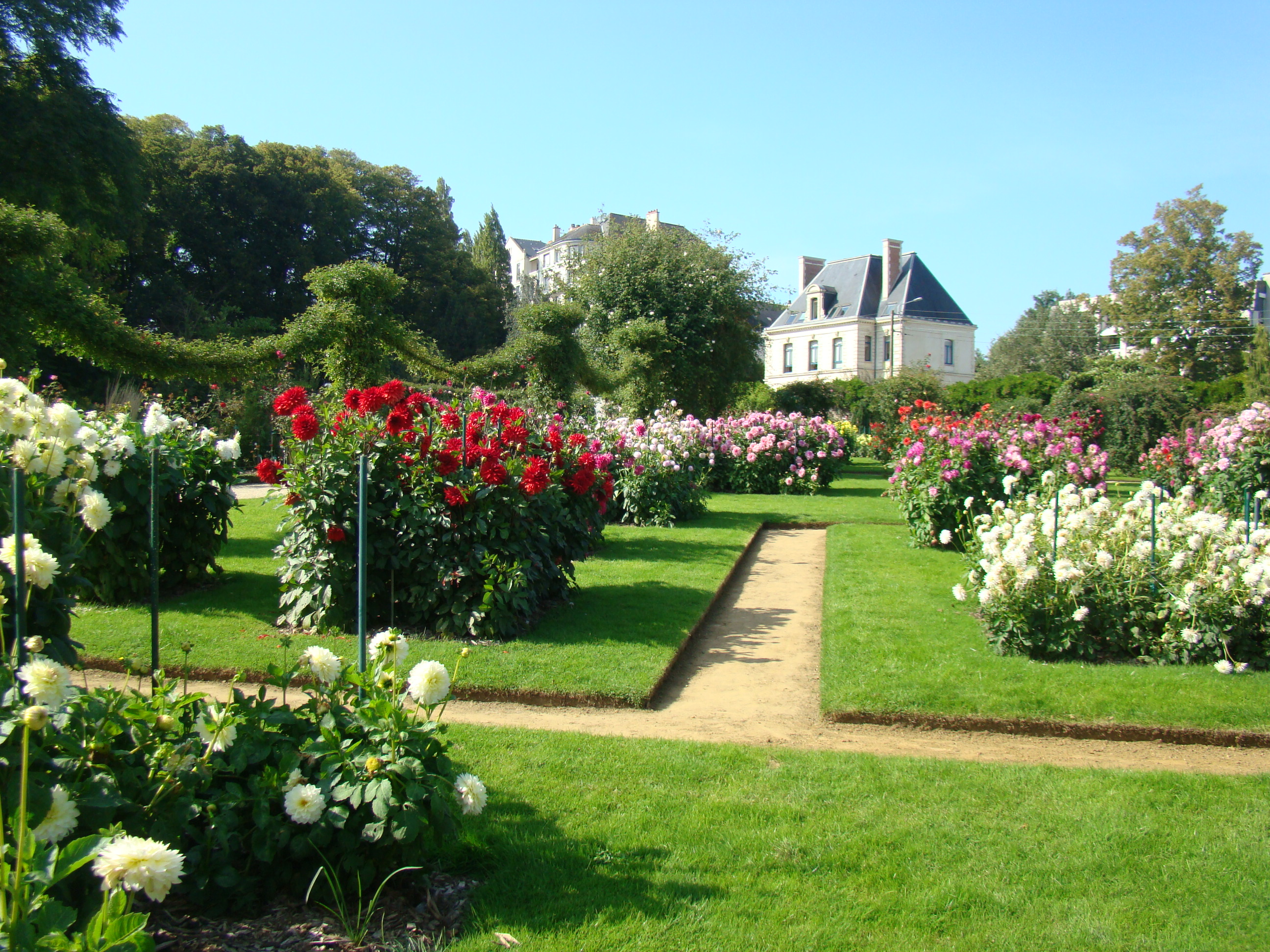
La roseraie du parc du Thabor.
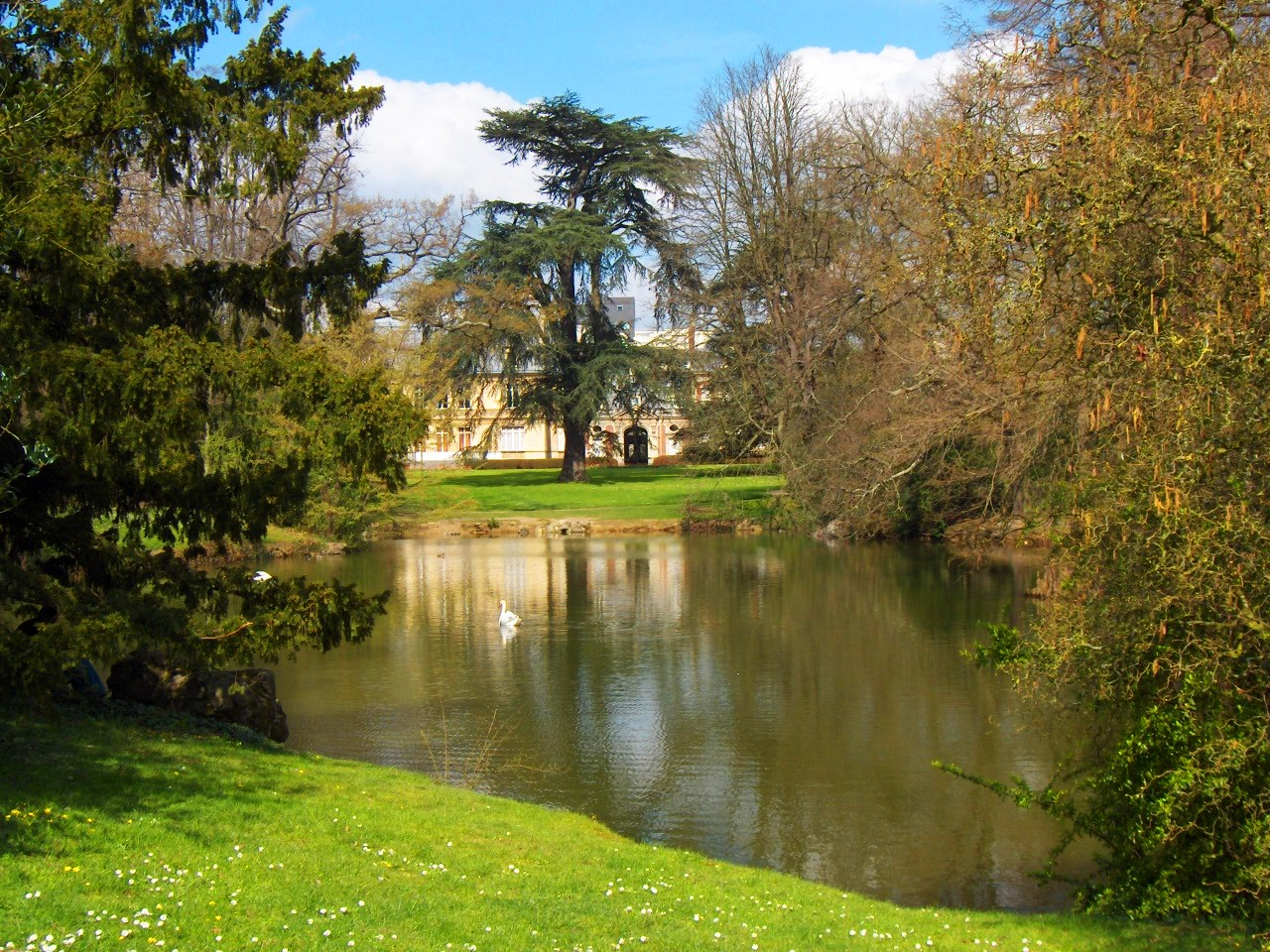
L'étang du parc Oberthür.
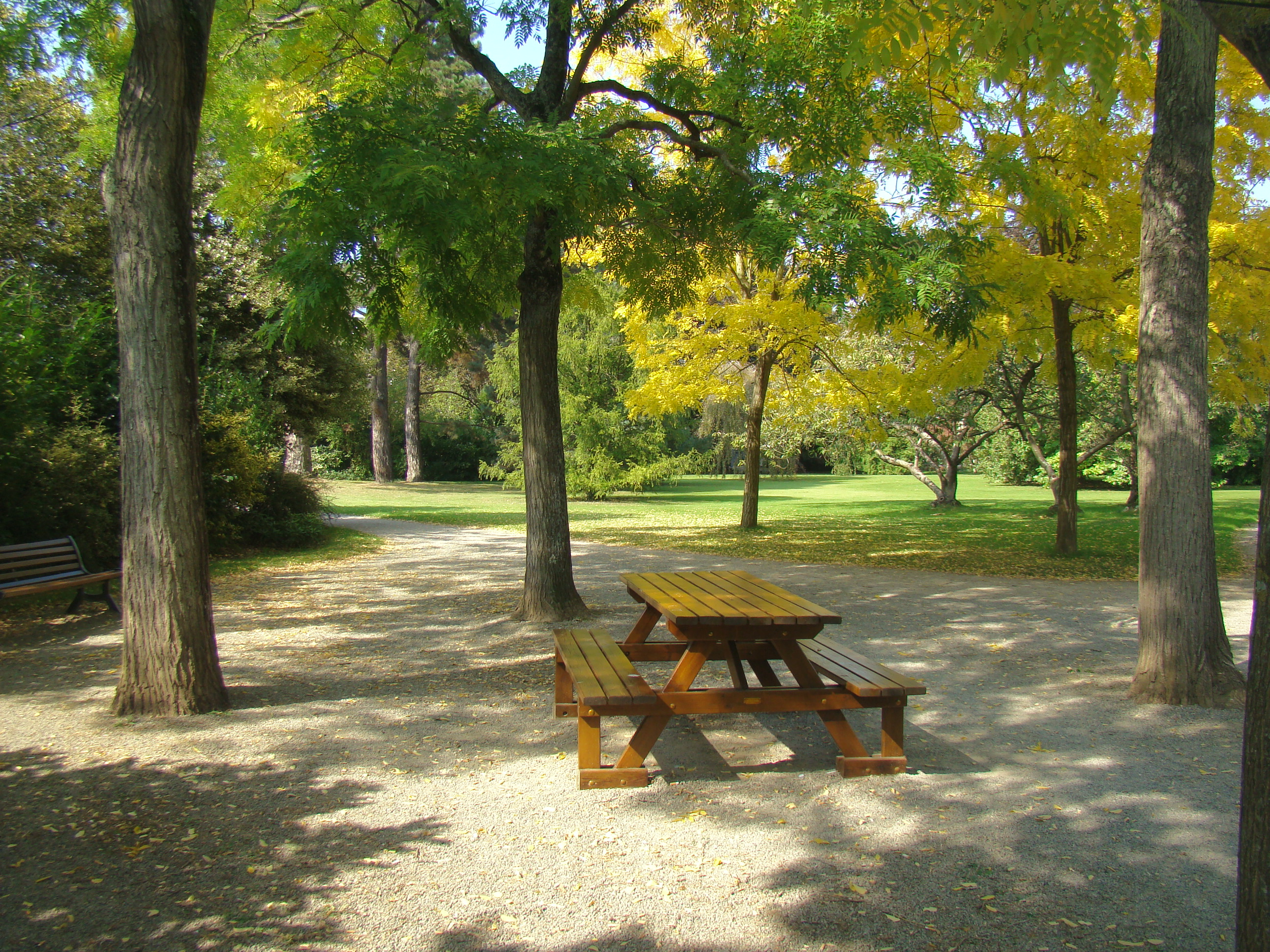
Le parc de Maurepas.
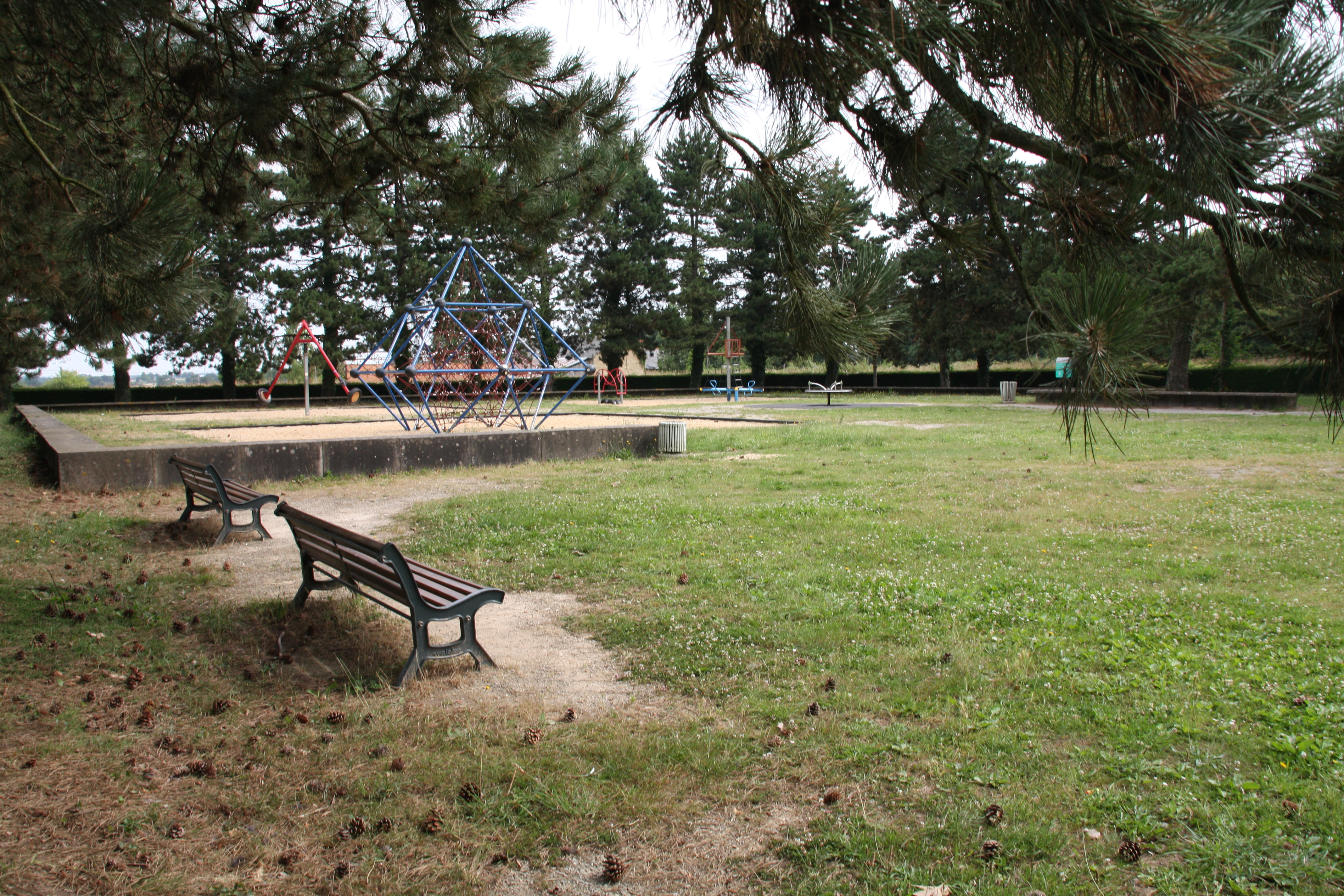
Le parc de Villejean
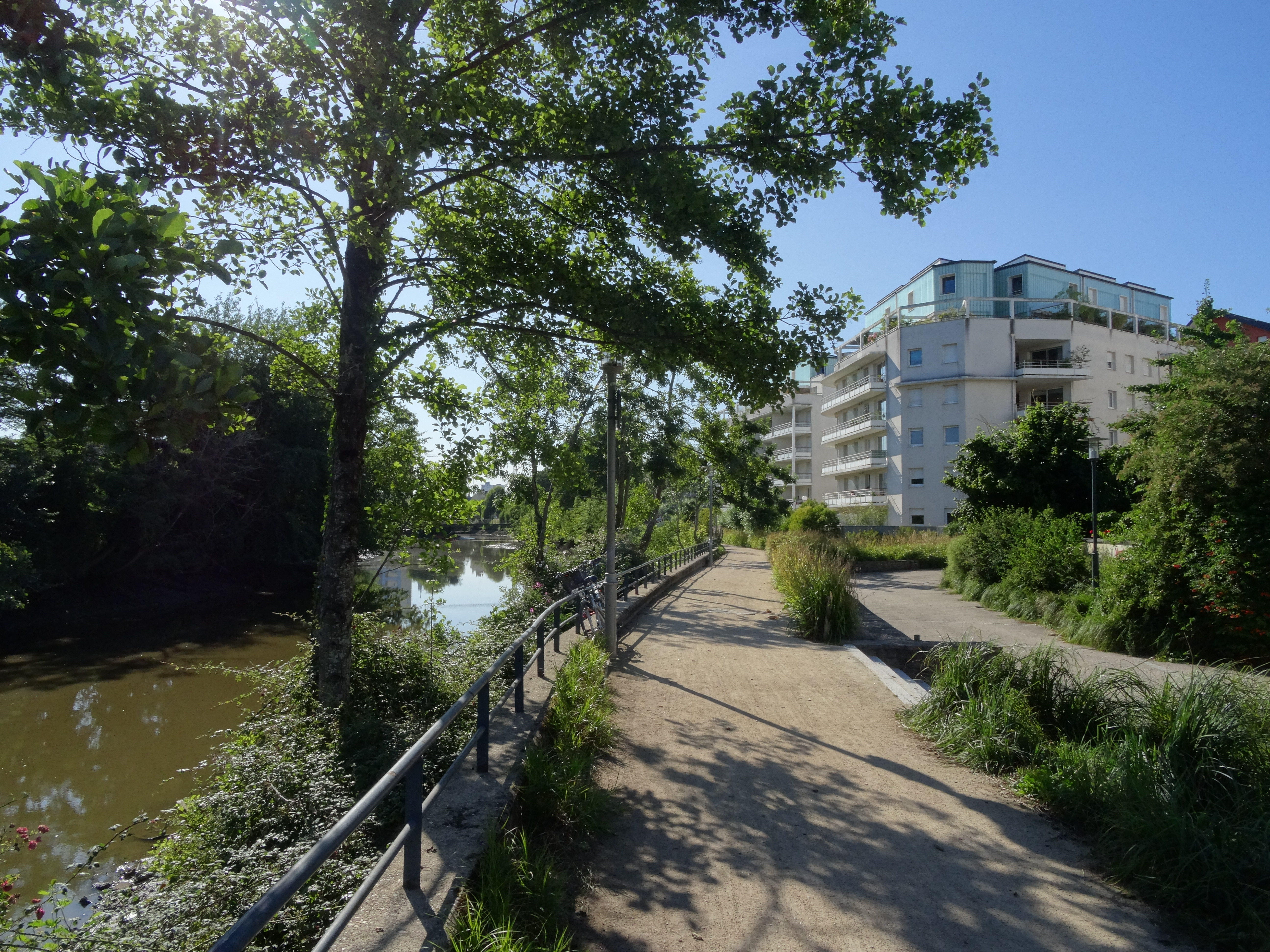
La promenade des Bonnets Rouges.
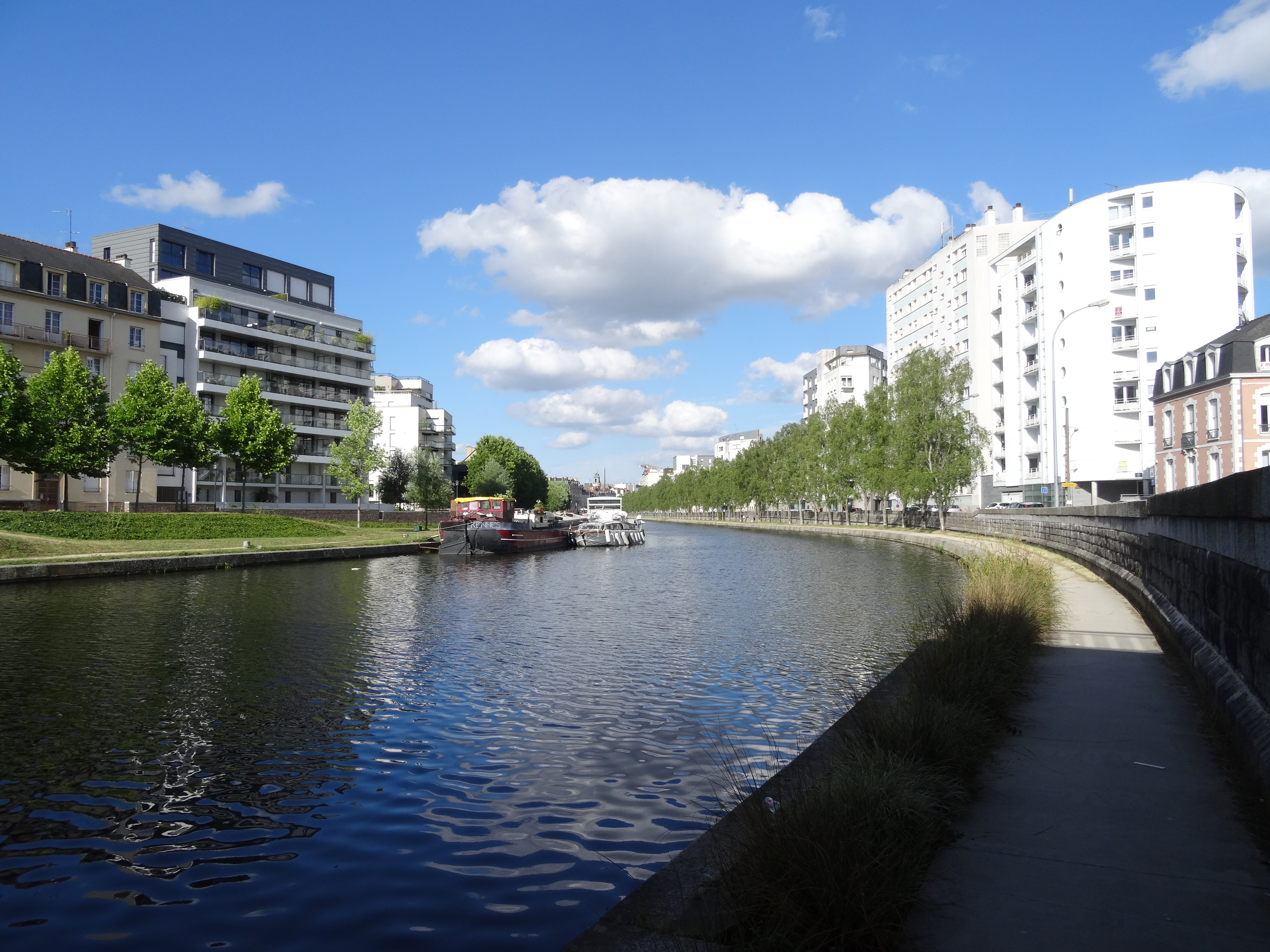
Les promenades quais Saint-Cyr et de la Prévalaye.
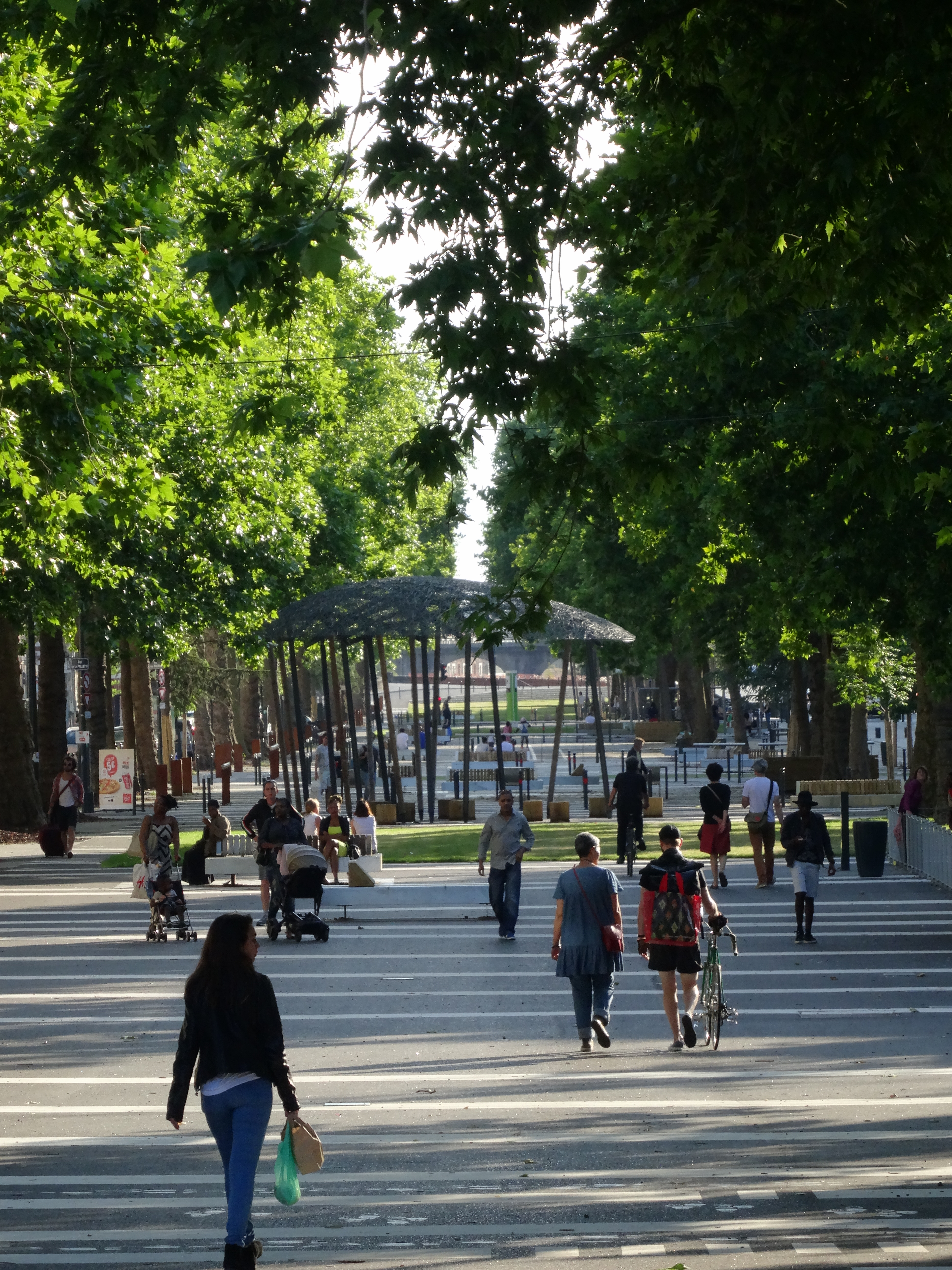
Le Mail.
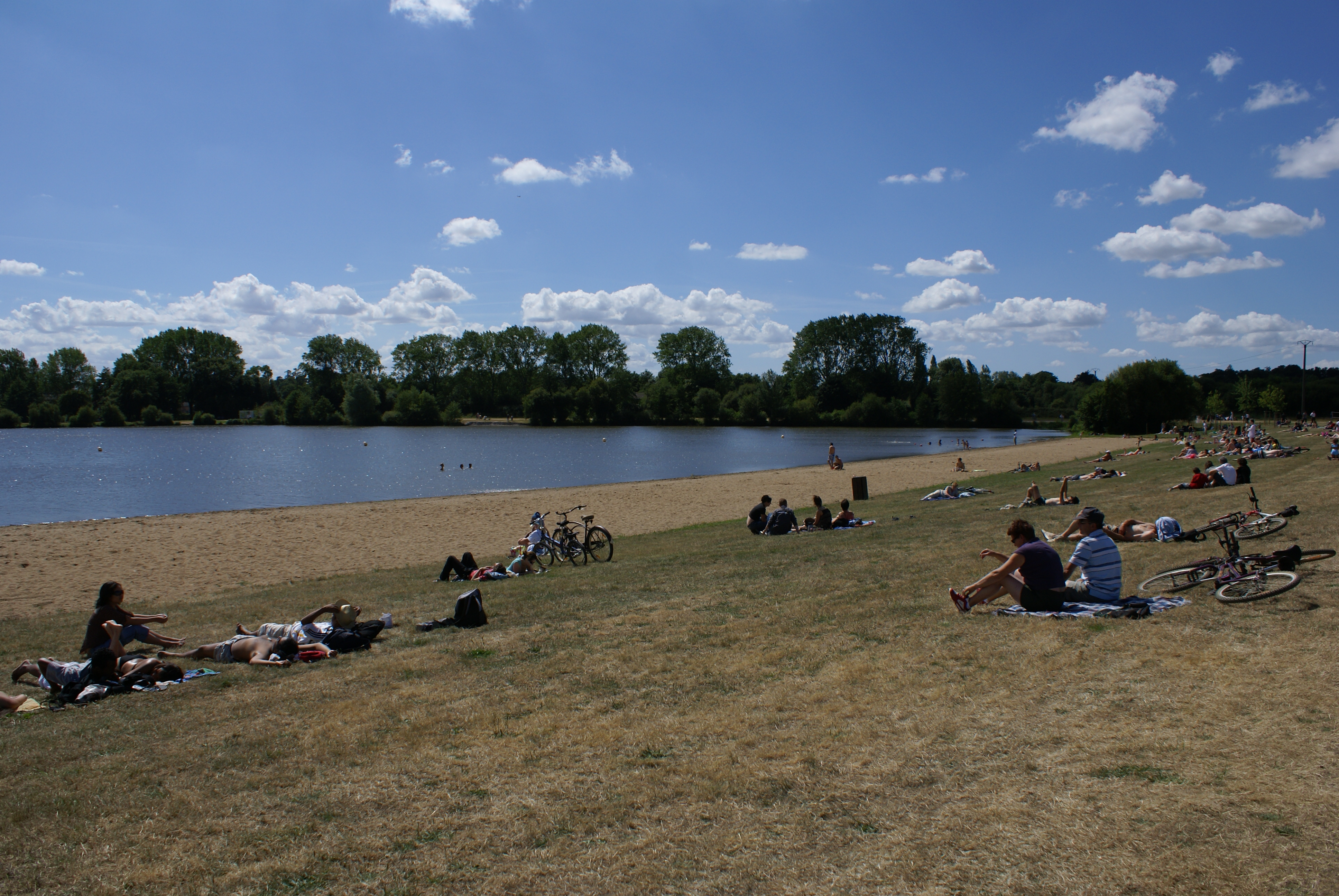
Les étangs d'Apigné
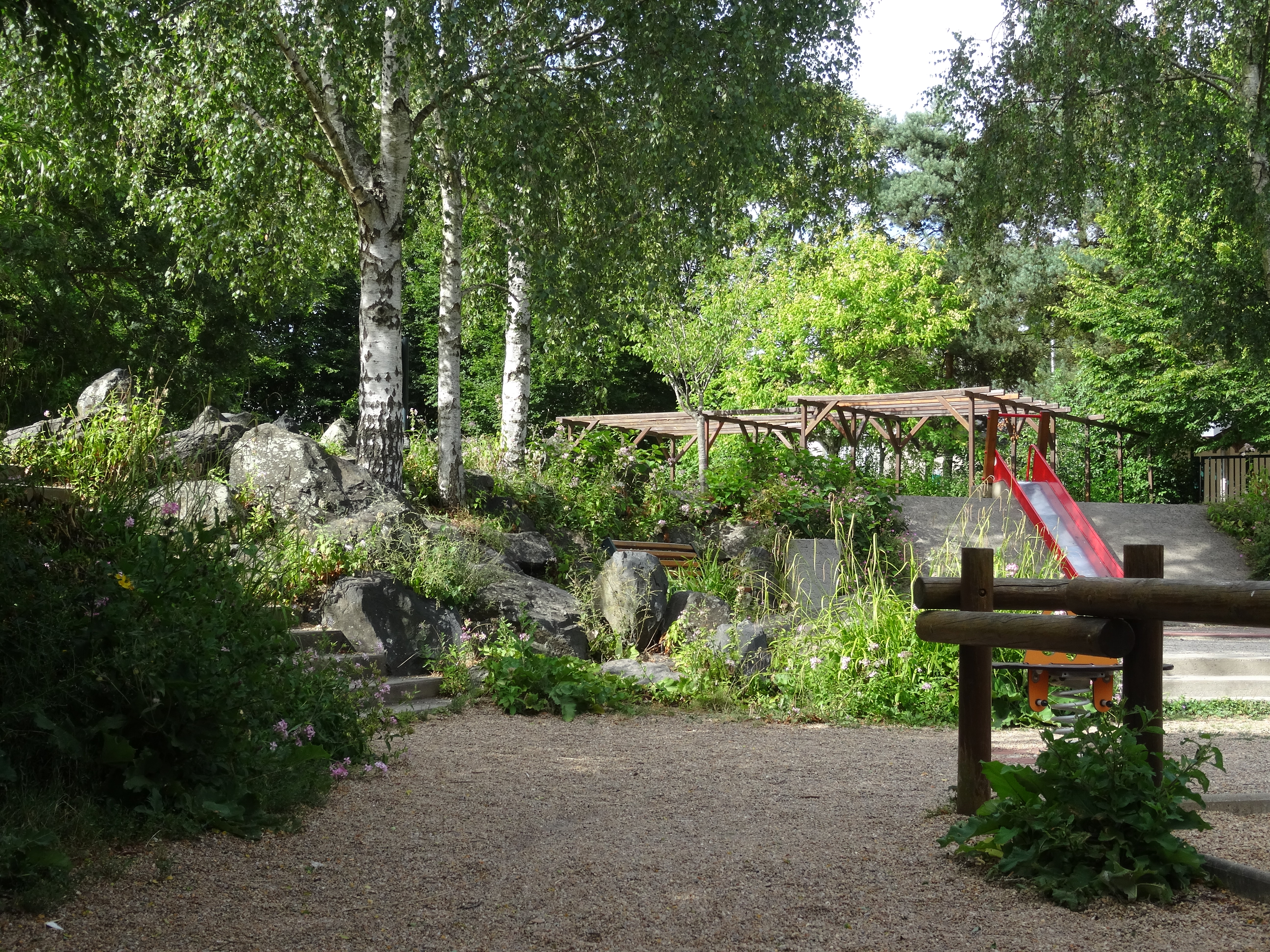
Le parc de Sibiu.
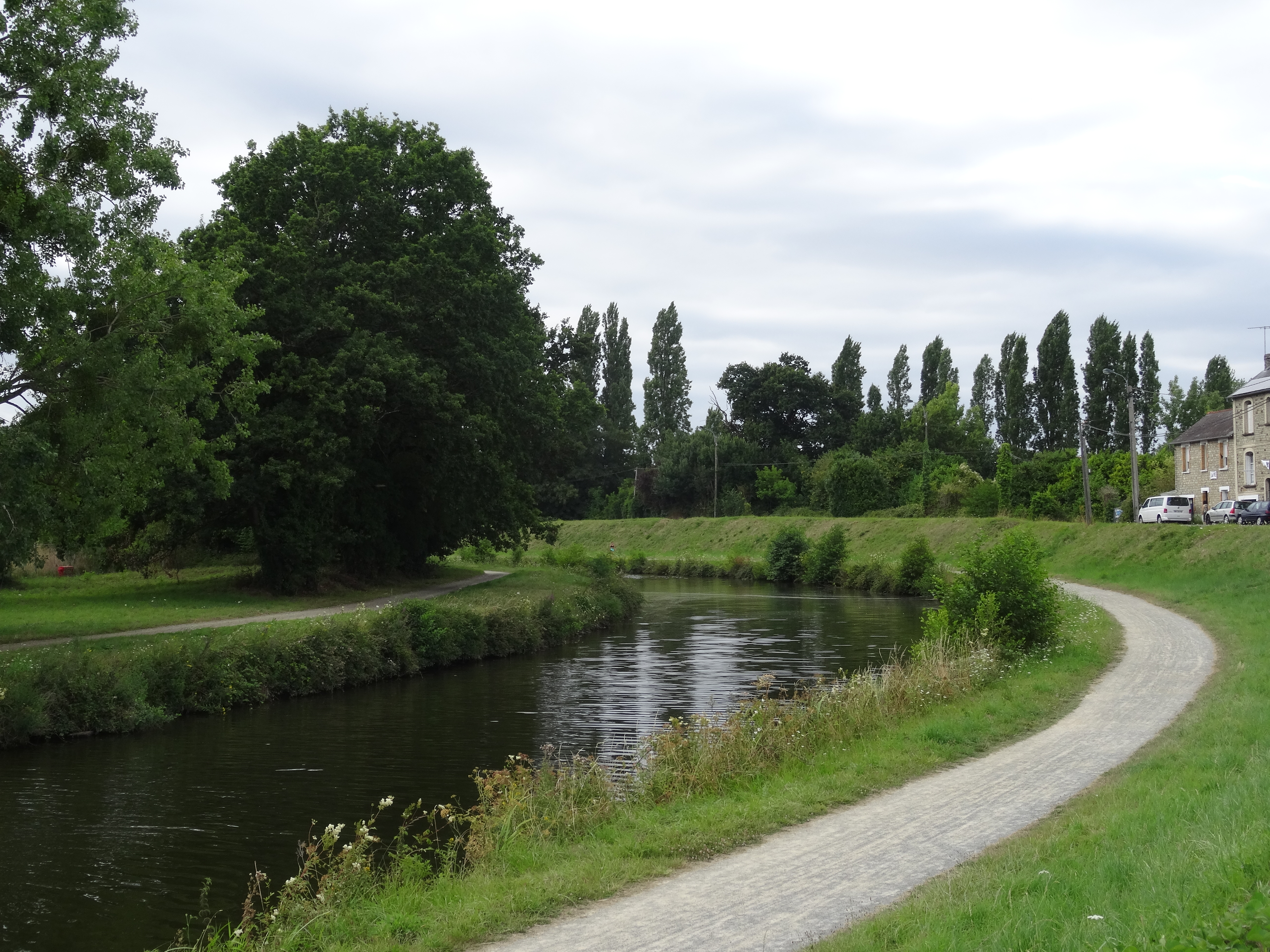
Le canal Saint-Martin.
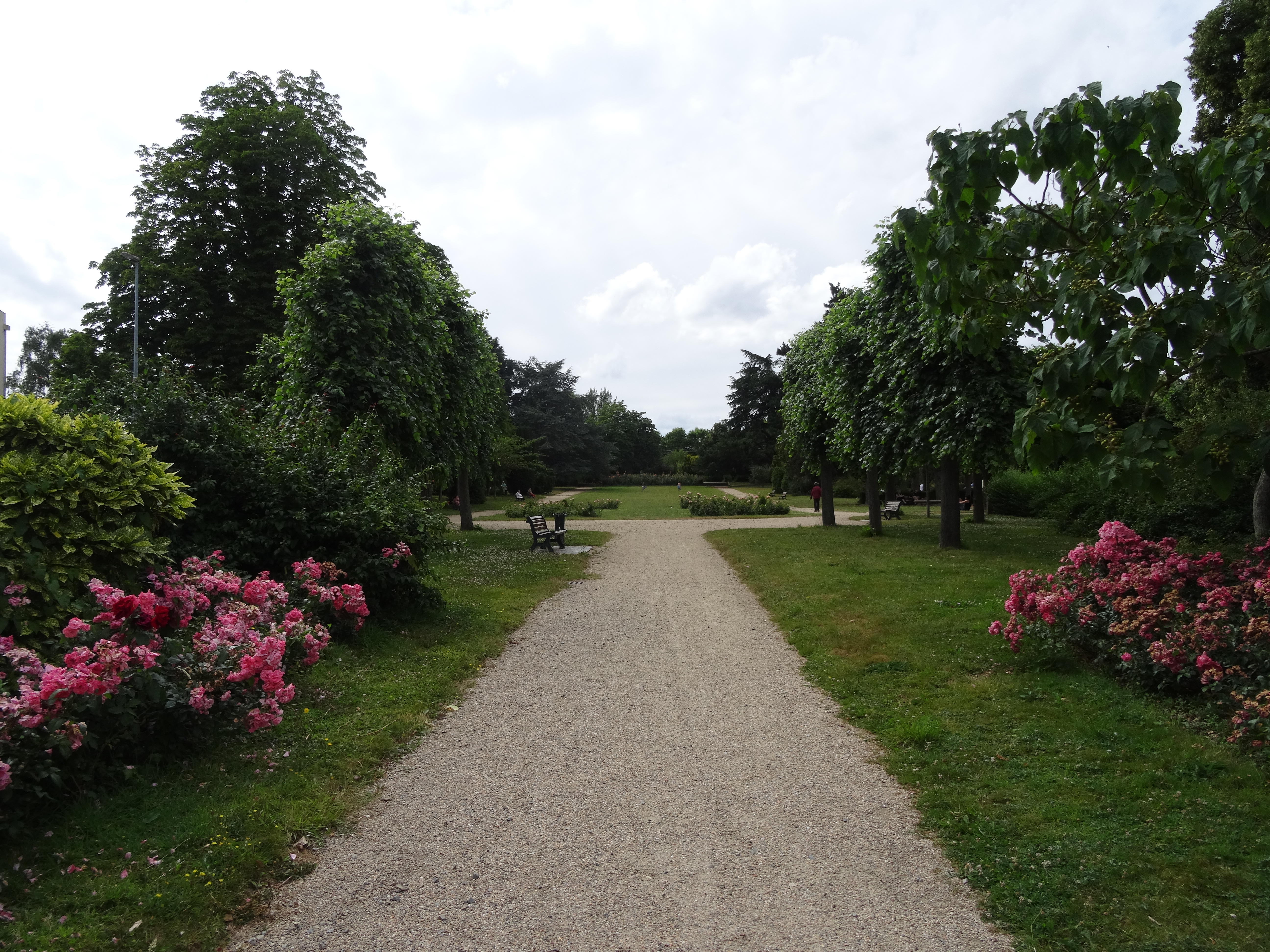
Le square de la Touche.
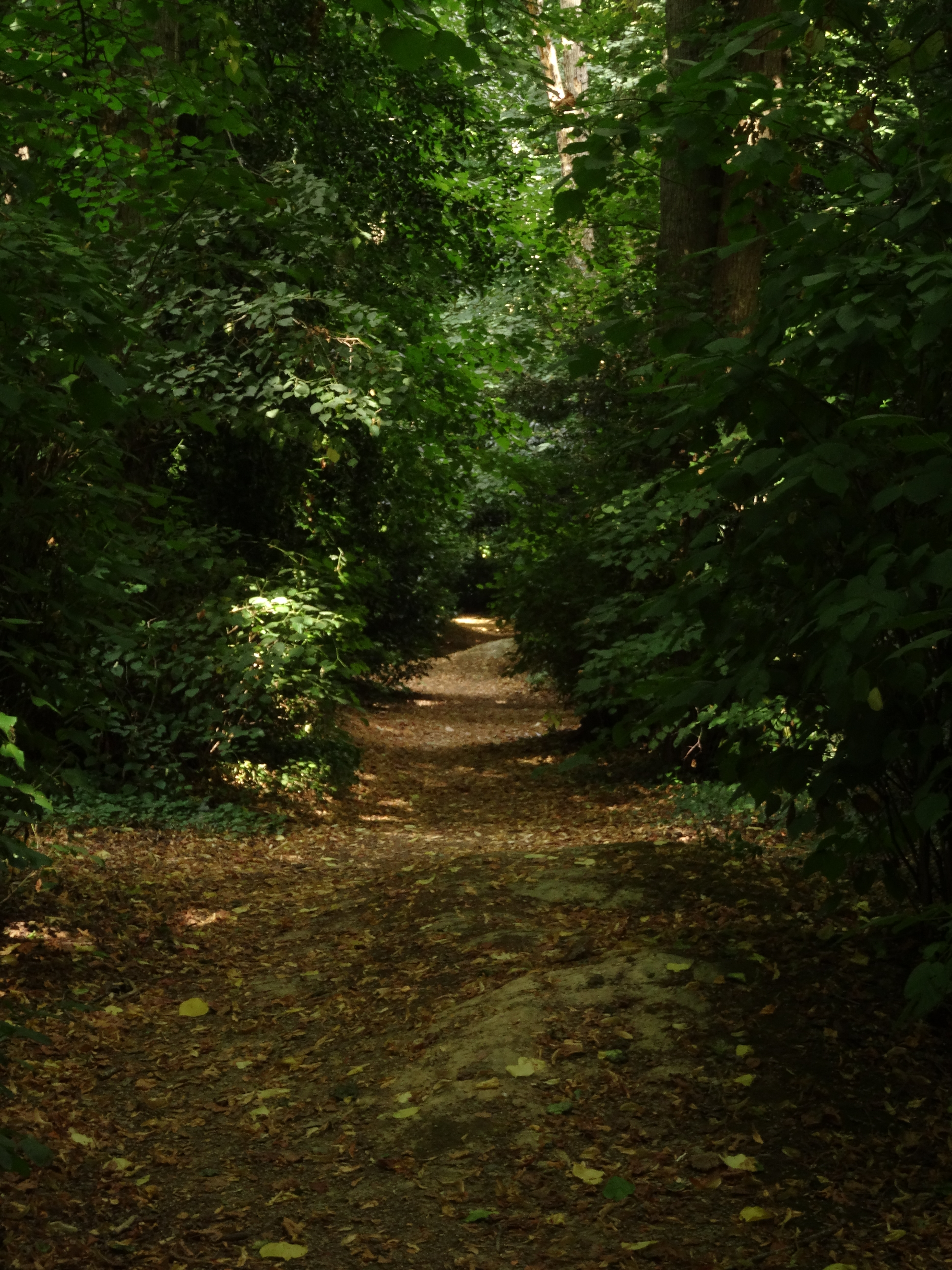
Le parc boisé de la Tauvrais.
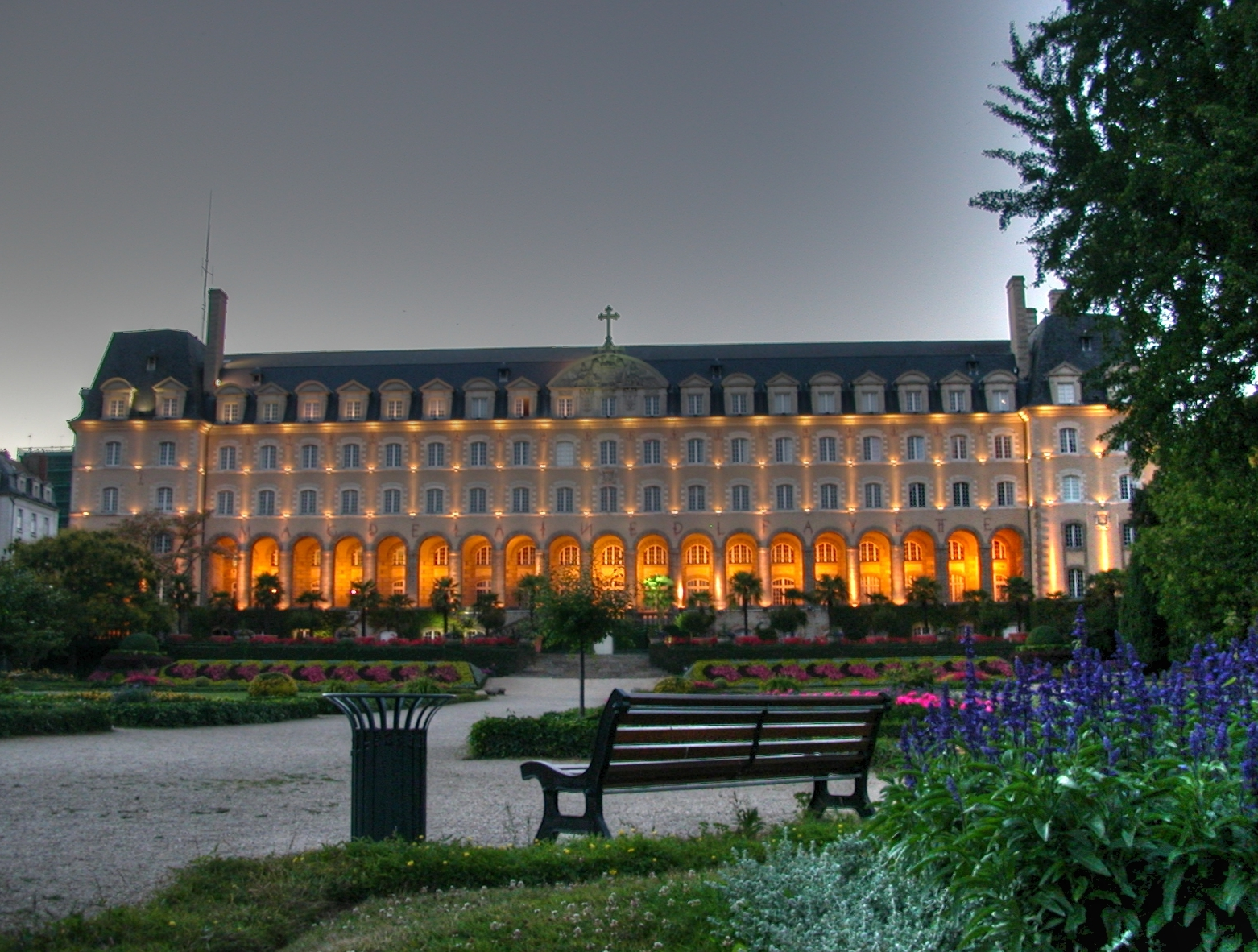
Les jardins du Palais Saint-Georges.
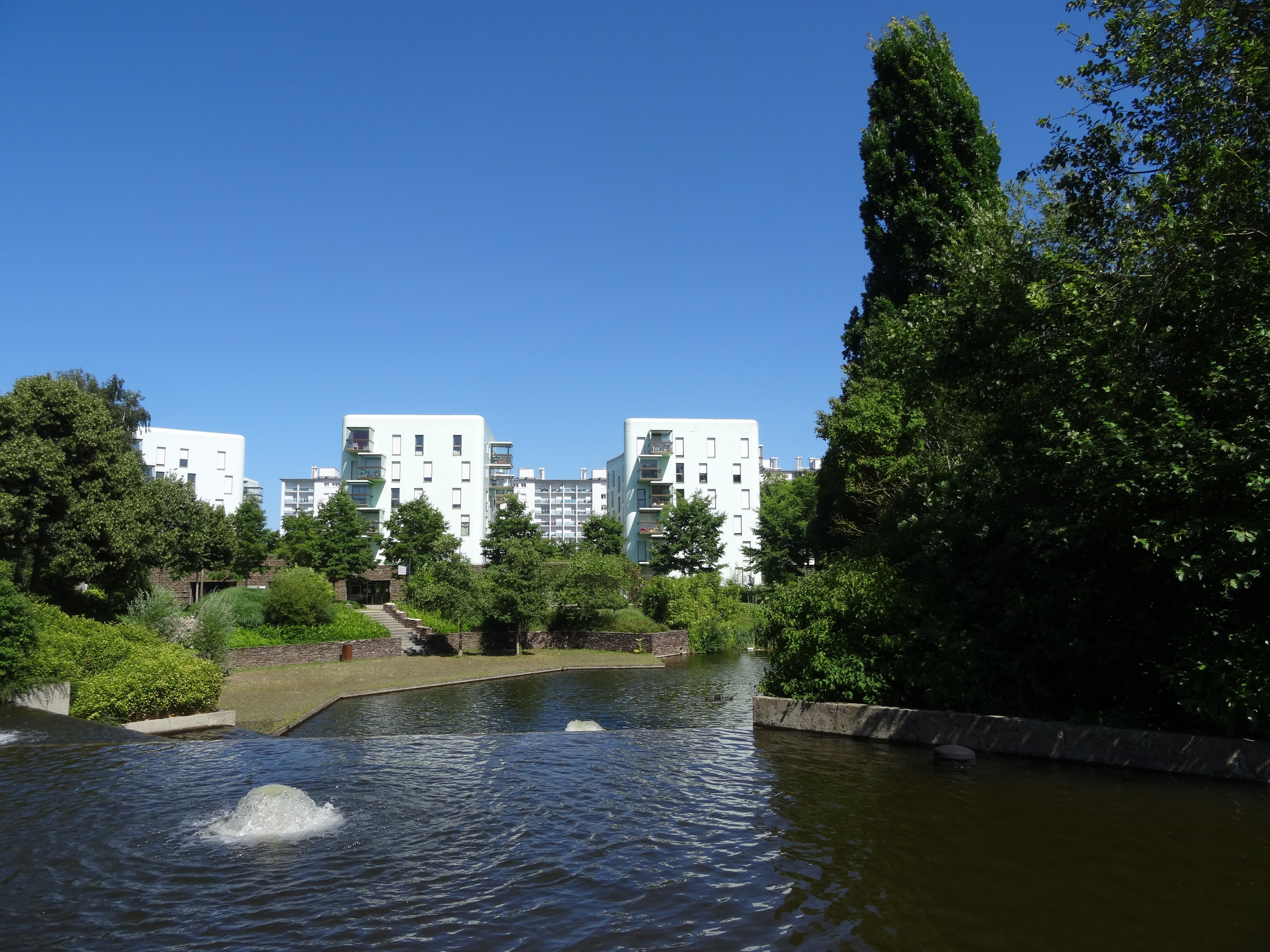
Le jardin d'Almaty.
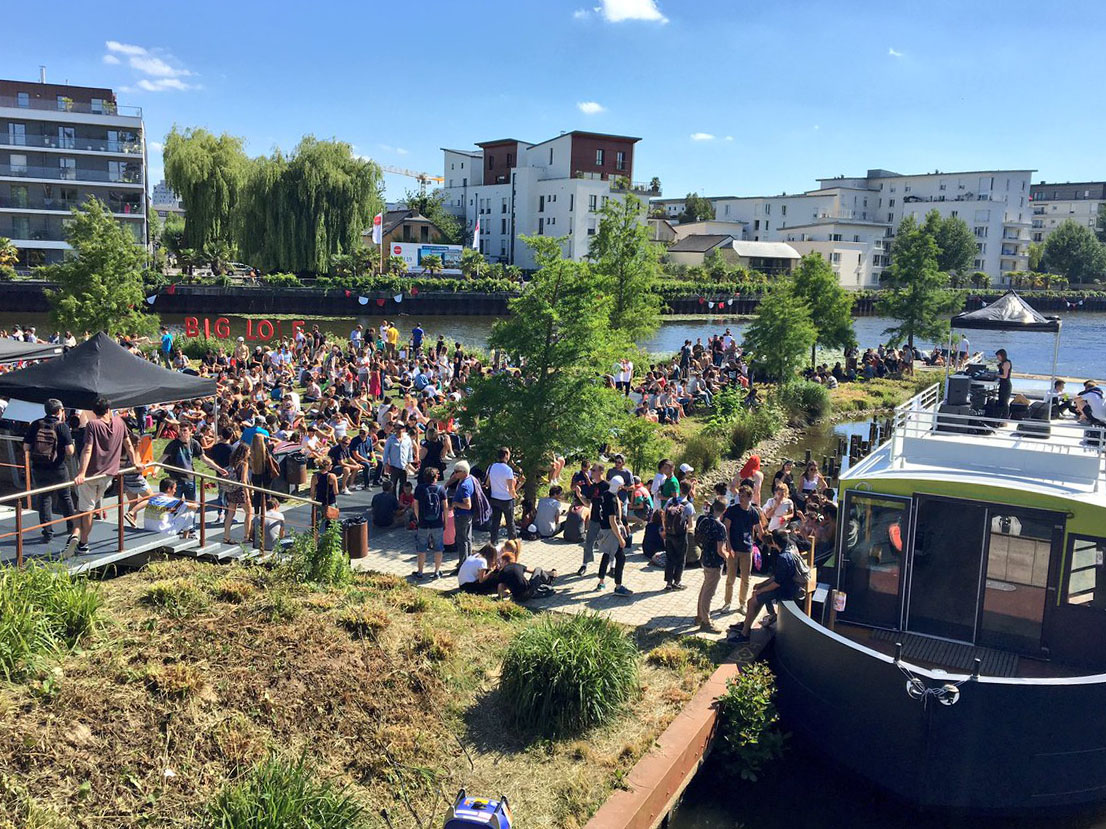
Le nouveau jardin de la Confluence.
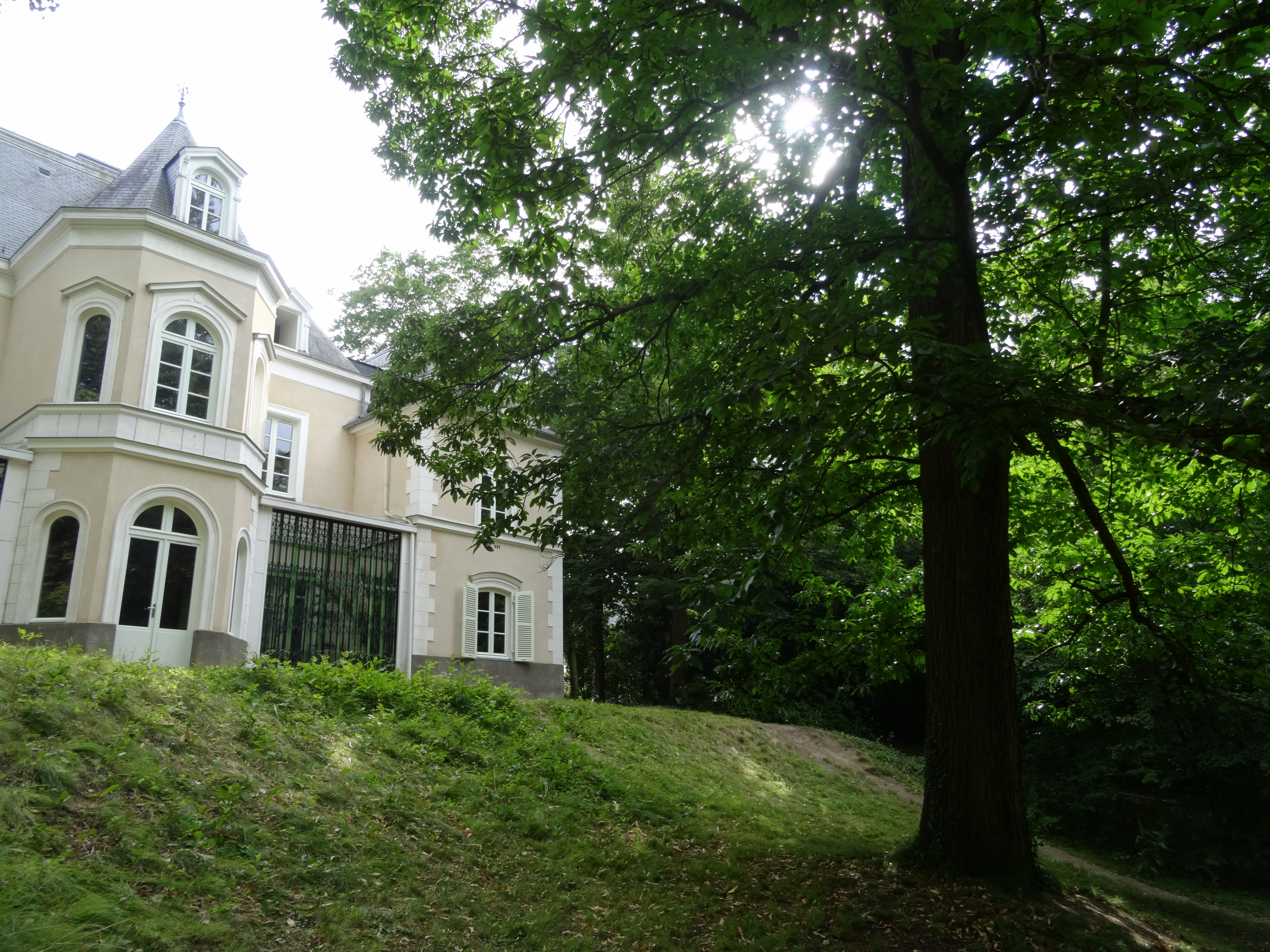
Le parc des Tanneurs
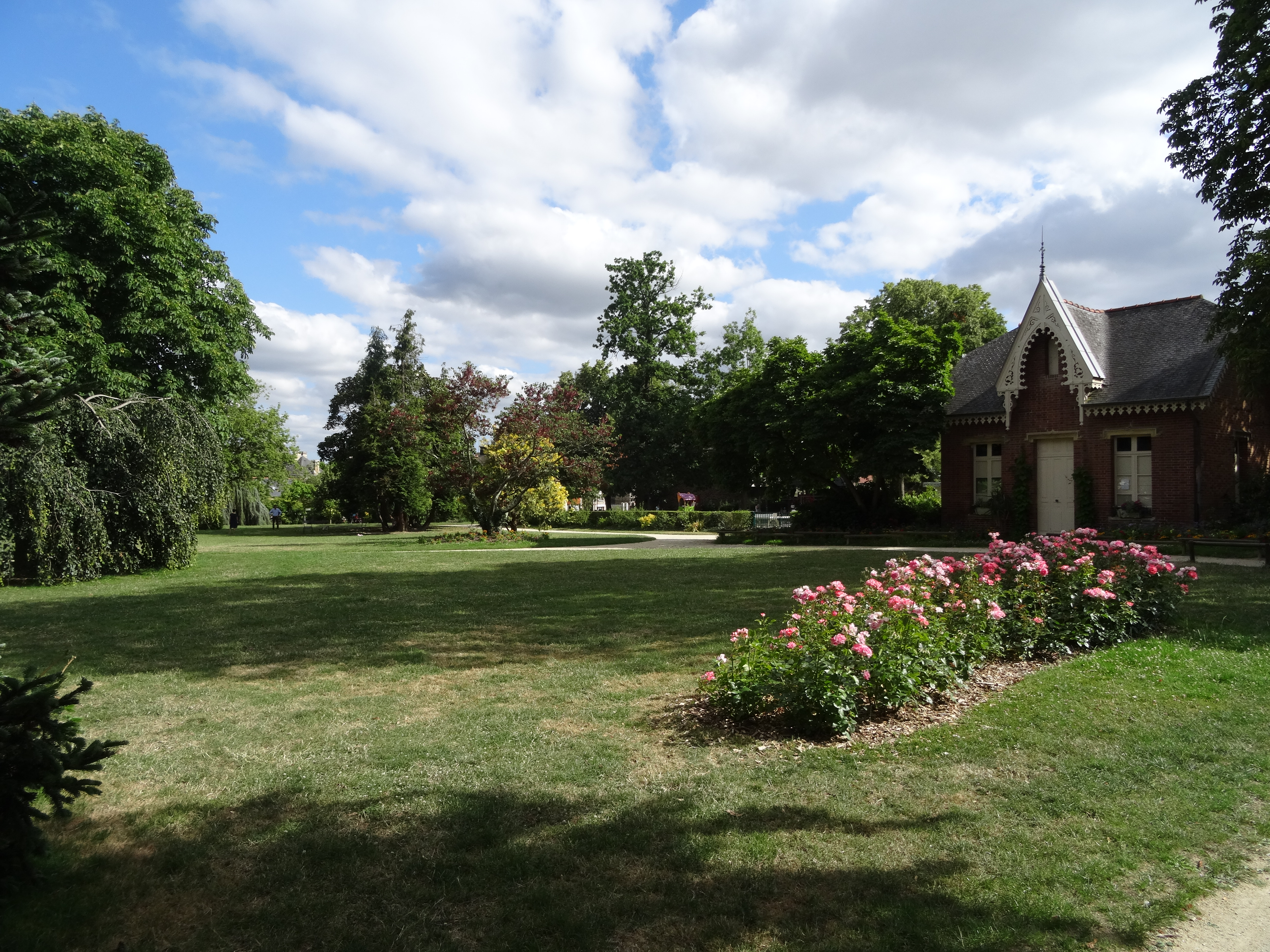
Le square de Villeneuve.
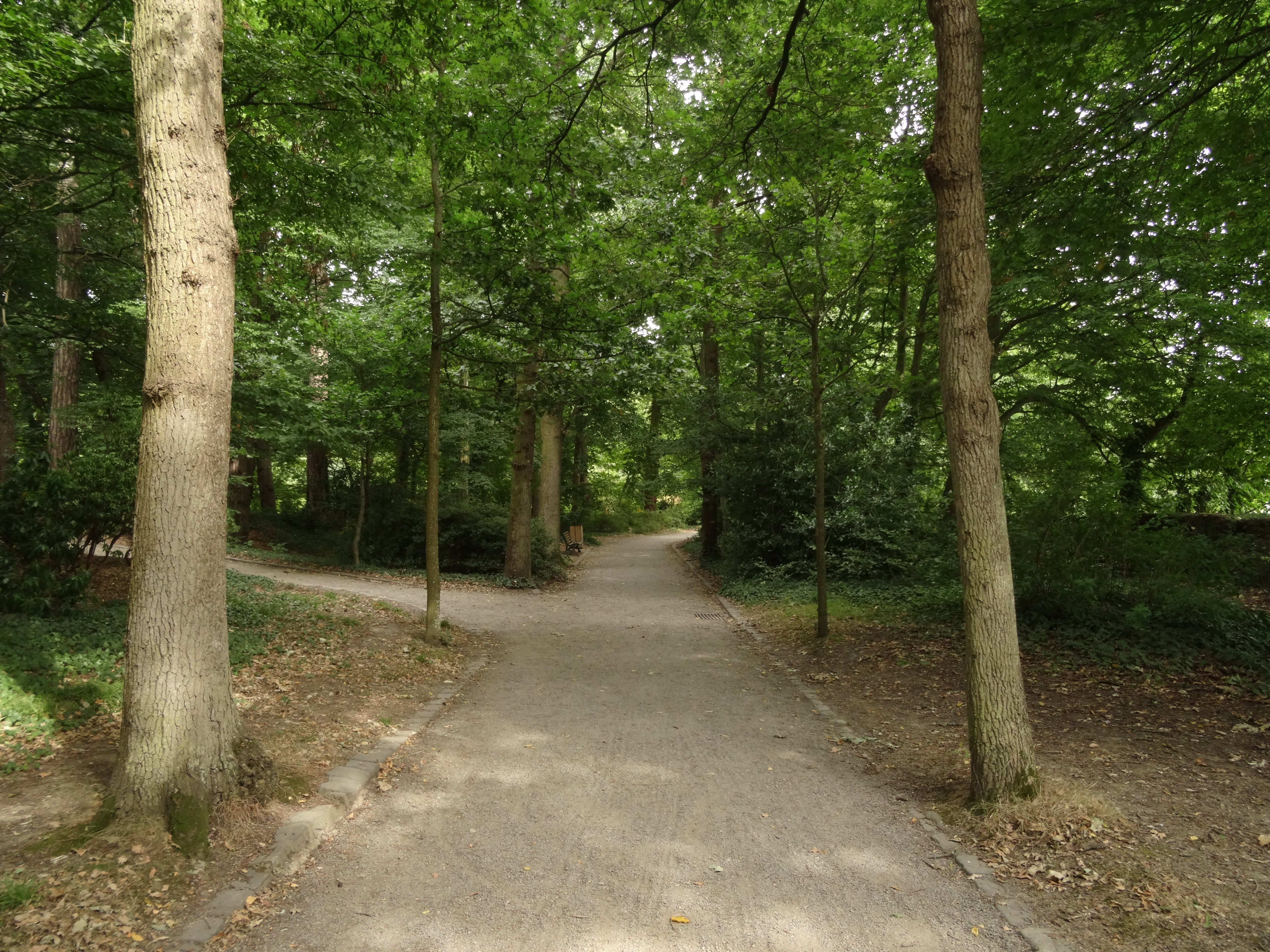
Le parc des Hautes-Ourmes
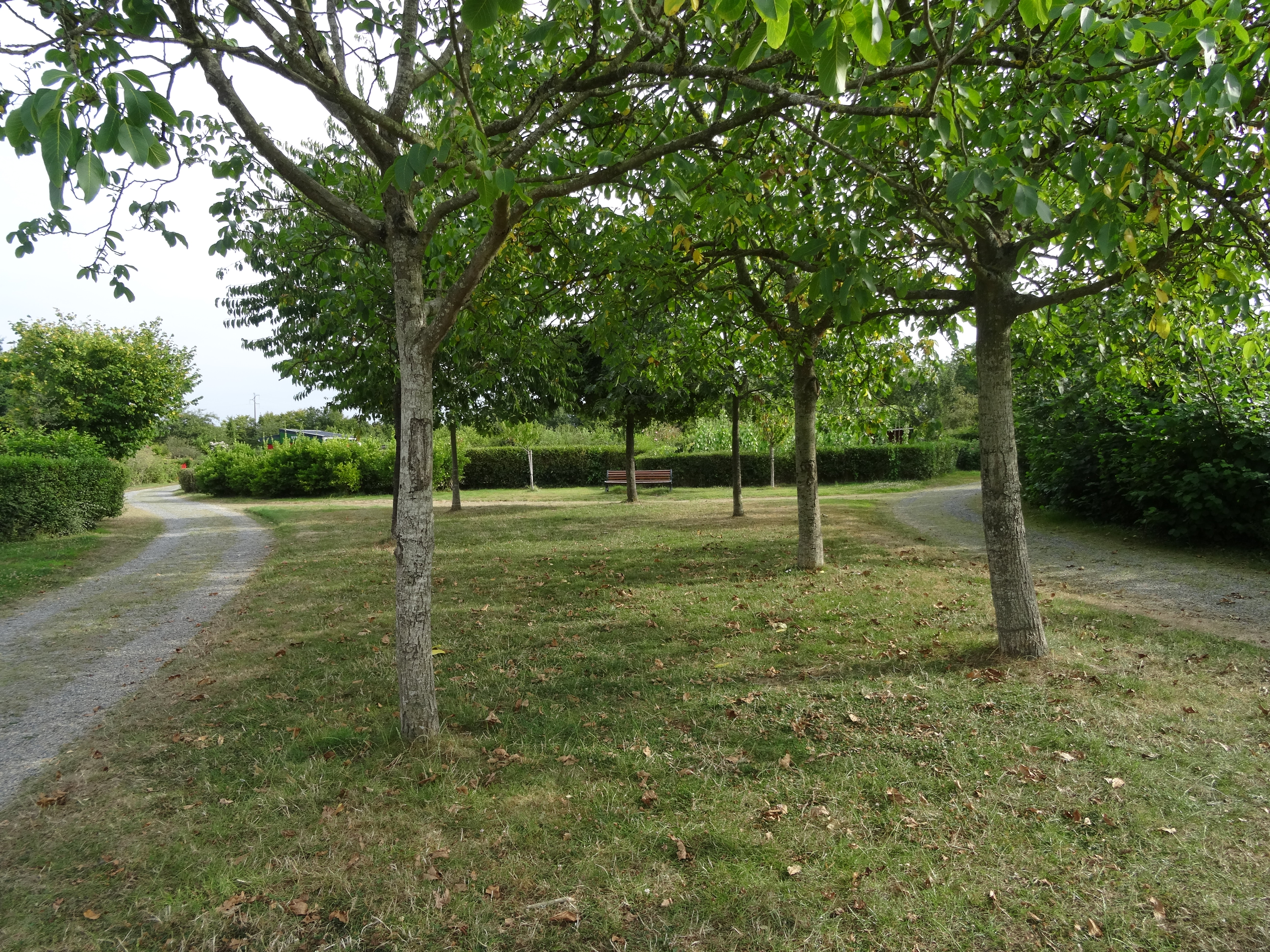
Les jardins familiaux de la Bintinais.
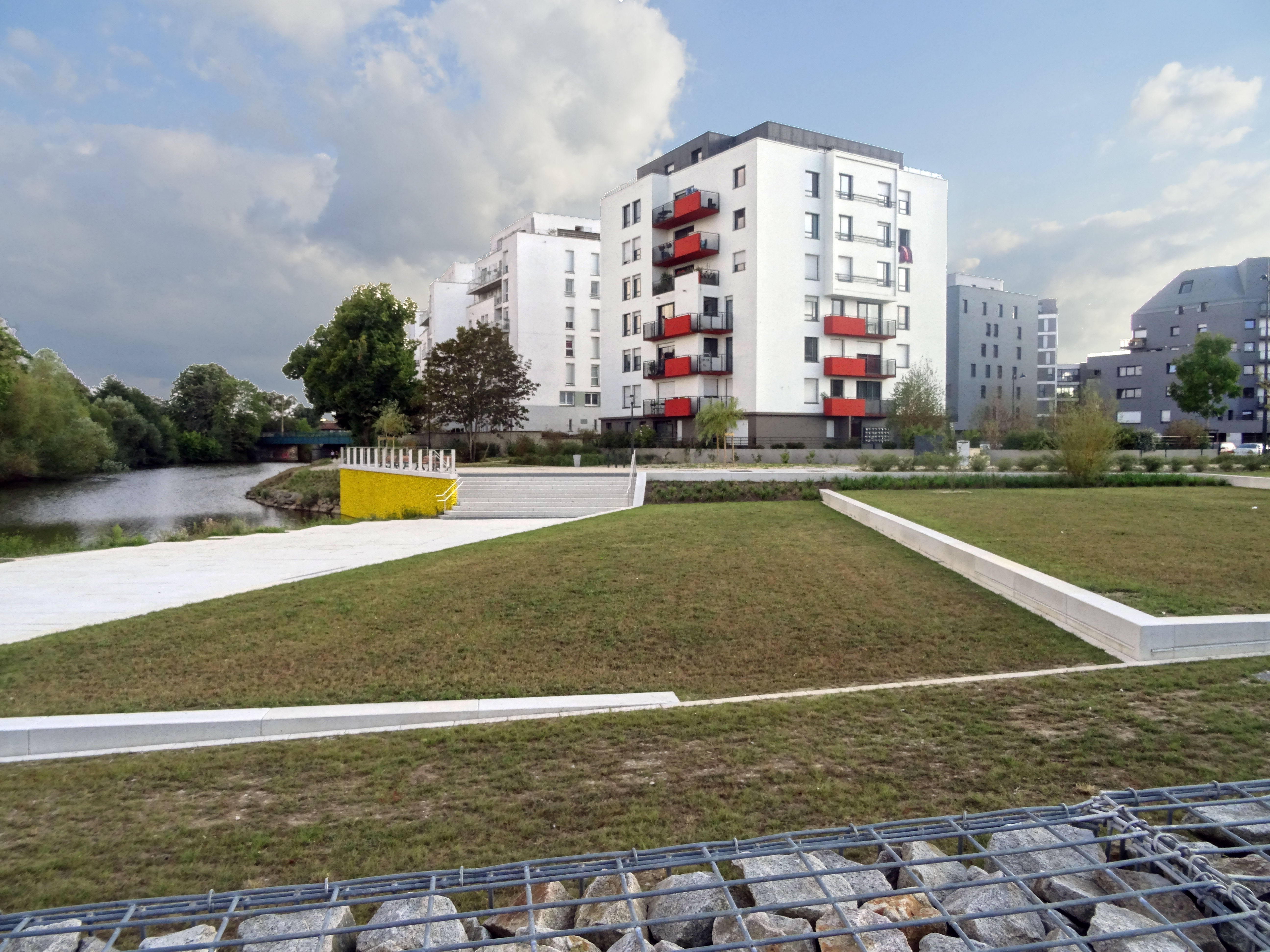
La promenade berge André Ménard
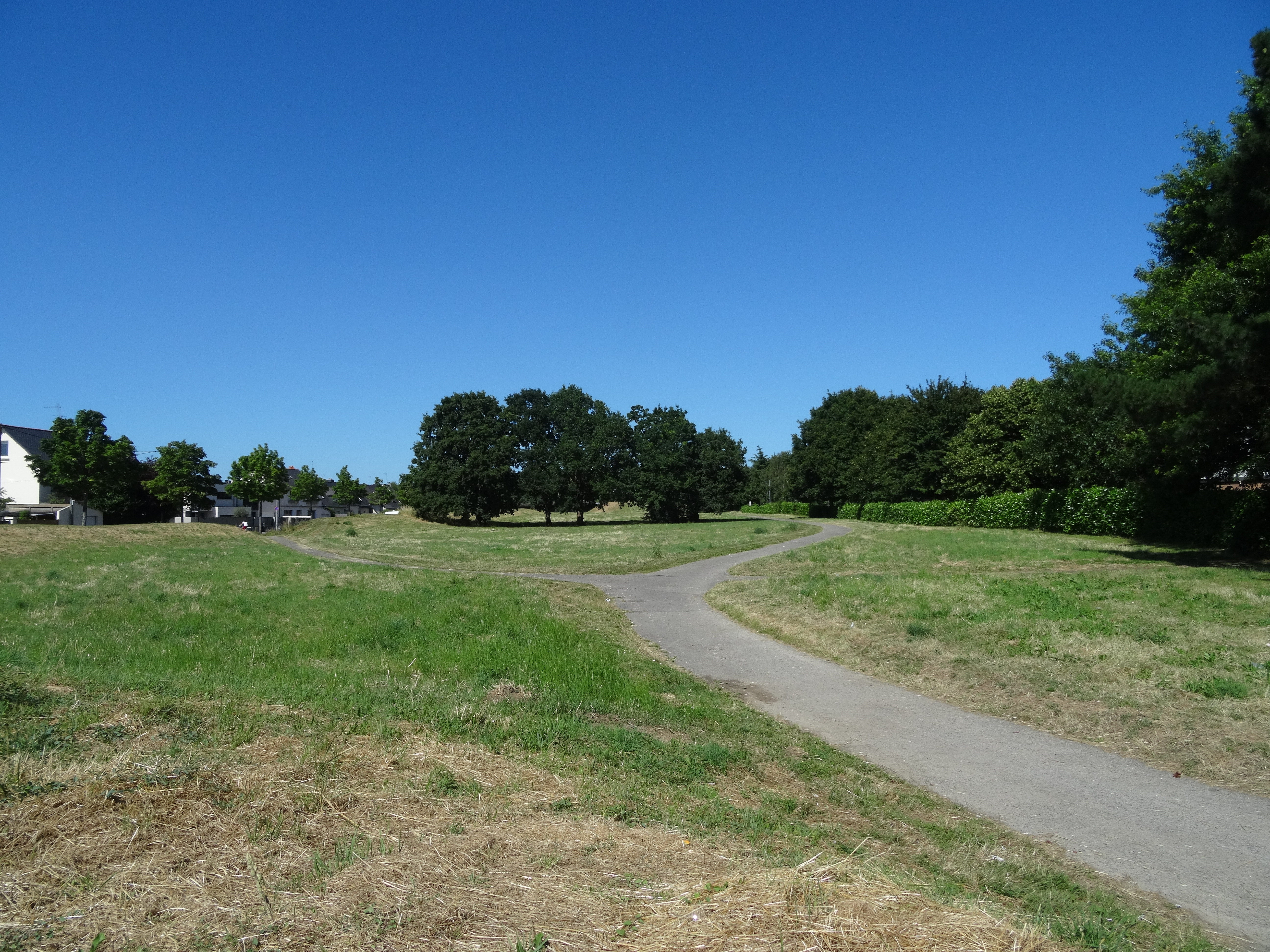
La coulée verte
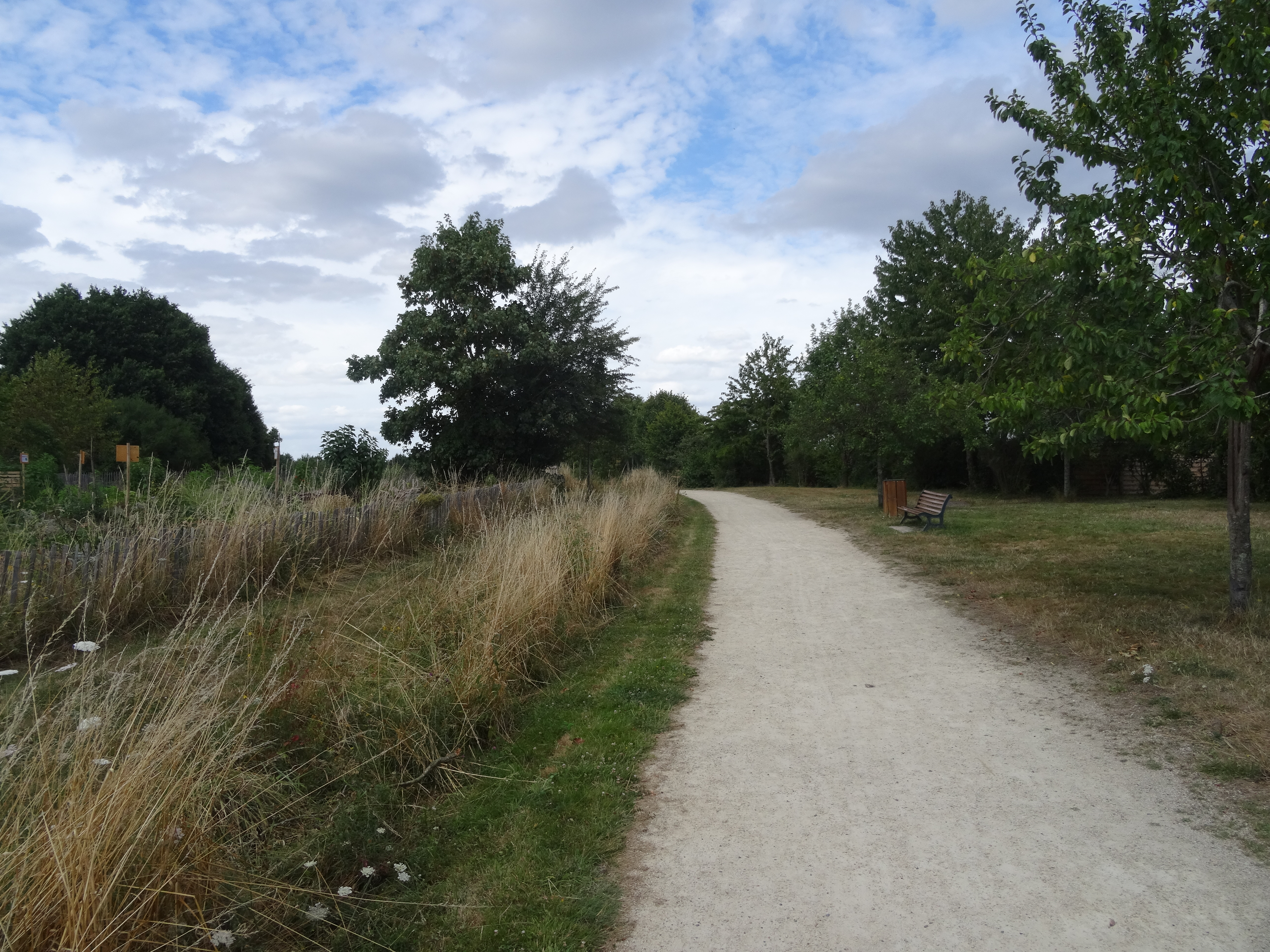
Le parc du Landry.
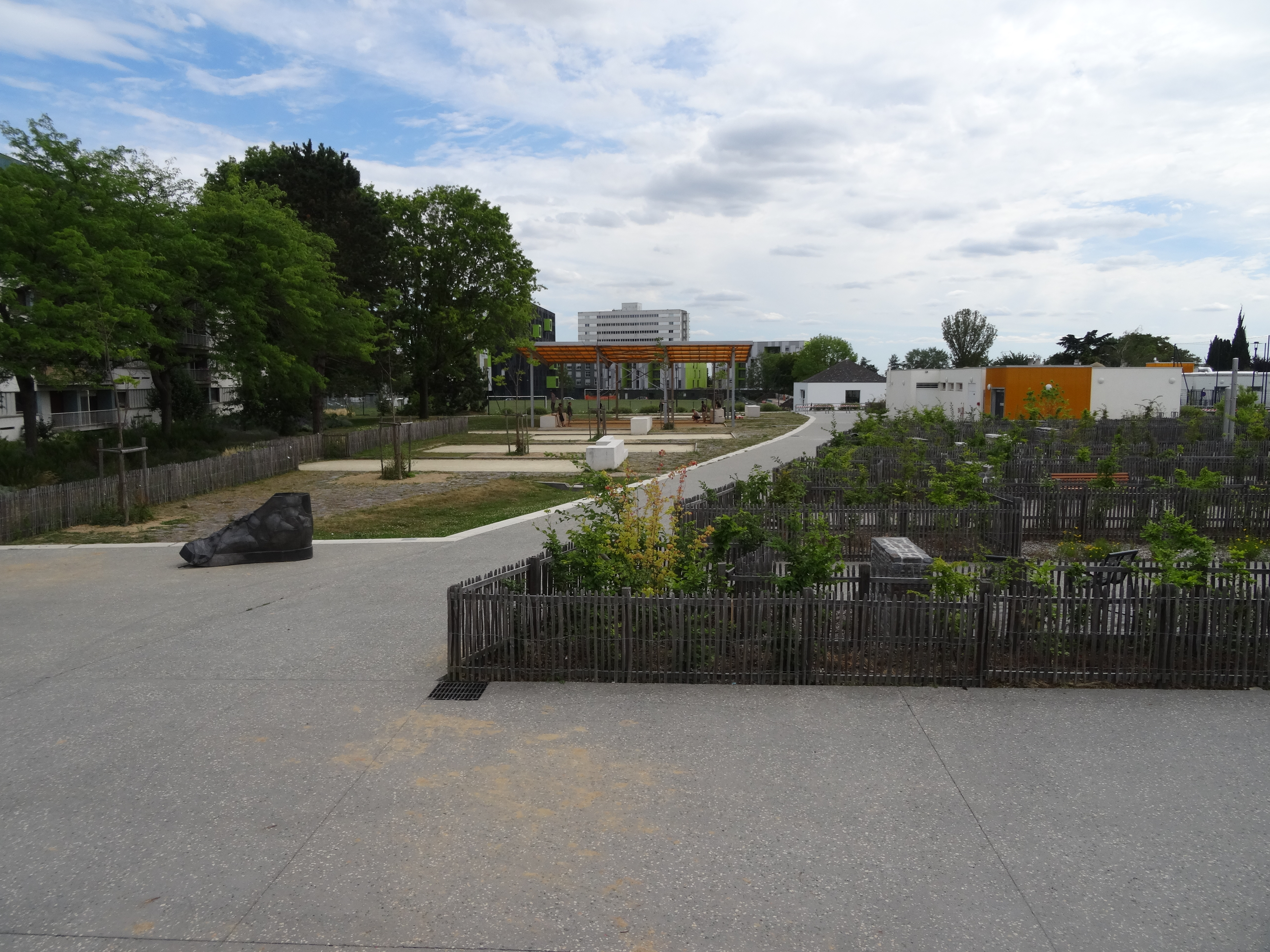
Le parc du Berry.